# История США

Территориальный рост Соединённых Штатов с 1776 по 1959 год. Указывается год принятия штата в Союз.
1776—1790
1791—1799
1800—1819
1820—1839
1840—1859
1860—1879
1880—1899
1900—1950
1950—1959

Исто́рия Аме́рики начинается с заселения североамериканского континента человеком около 15 000 лет до н. э. Постепенно на континенте сформировались многочисленные индейские культуры. В 1492 году Христофор Колумб побывал на островах Вест-Индии и во время своего второго путешествия в 1493 году лично высаживался на острове Пуэрто-Рико, после чего о существовании Америки стало известно в Европе. В 1498 году морское путешествие к берегам современной Новой Англии совершил Джон Кабот, а в 1513 году испанский мореплаватель Хуан Понсе де Леон достиг берегов Флориды. С прибытием европейцев началась колониа́льная исто́рия Аме́рики. Большинство колоний образовалось после 1600 года. Испанцы построили небольшие поселения во Флориде и на юго-западе, а французы — вдоль реки Миссисипи и побережья Мексиканского залива. К 1770-м годам население тринадцати британских колоний вдоль атлантического побережья к востоку от Аппалачей составляло 2,5 миллиона человек.
На заре своей независимости (в 1776 году) США состояли лишь из тринадцати провинций, которые были частью британской Северной Америки. После провозглашения независимости в 1776 году им пришлось дважды воевать с Великобританией в Войне за независимость и в Войне 1812 года. Согласно Парижскому мирному договору 1783 года, Великобритания официально признала независимость США, но до окончания второй англо-американской войны в 1815 году ещё продолжала оказывать поддержку союзным индейским племенам, сопротивлявшимся армии США.
Сразу по окончании Войны за независимость началась экспансия Соединённых Штатов в западном направлении, поддерживавшаяся верой американцев в Явное предначертание, согласно которому Бог предопределил существование в Америке их государства на территории от Атлантического океана до Тихого. Основная территория США сложилась к 1912 году, когда в их континентальной части образовался последний штат, Аризона. К этому времени территория штатов Аляска и Гавайи тоже уже принадлежала США, но в статусе штатов они были приняты в Союз только в 1959 году.
Основу Конституции США составляет текст, утверждённый в 1788 году, в который вошла Декларация независимости США. Высшим органом власти, поддерживающим конституционное право в США, является Верховный суд. В дальнейшем к основному закону был принят ряд поправок, которыми, в частности, было запрещено рабство (Тринадцатая поправка к Конституции США, 1865) и предоставлено право голоса женщинам (Девятнадцатая поправка, 1920). Запрещение рабства было болезненным процессом, который затрагивал интересы многих граждан и обширных регионов американского Юга, что спровоцировало в 1861—1865 годах распад государства и гражданскую войну. За ней последовал длительный период Реконструкции. Несмотря на запрещение рабства, итоги Реконструкции были компромиссными, и до середины XX века США оставались страной, в которой господствовала расовая сегрегация.
После гражданской войны США переживали бурный экономический рост, подъём уровня жизни и эру прогрессивизма. Она завершилась наступлением в 1929 году эпохи Великой депрессии. Меры, принятые правительством, поддерживали граждан, пострадавших в период экономического упадка, что стало новым этапом в создании в США социального государства. Оздоровлению американской экономики способствовали военные заказы правительства, которые резко увеличились с началом Второй мировой войны, а затем и холодной войны, что привело к превращению США в мировую сверхдержаву.

## Ранняя история Америки (до 1607)

### Палеоиндейский период

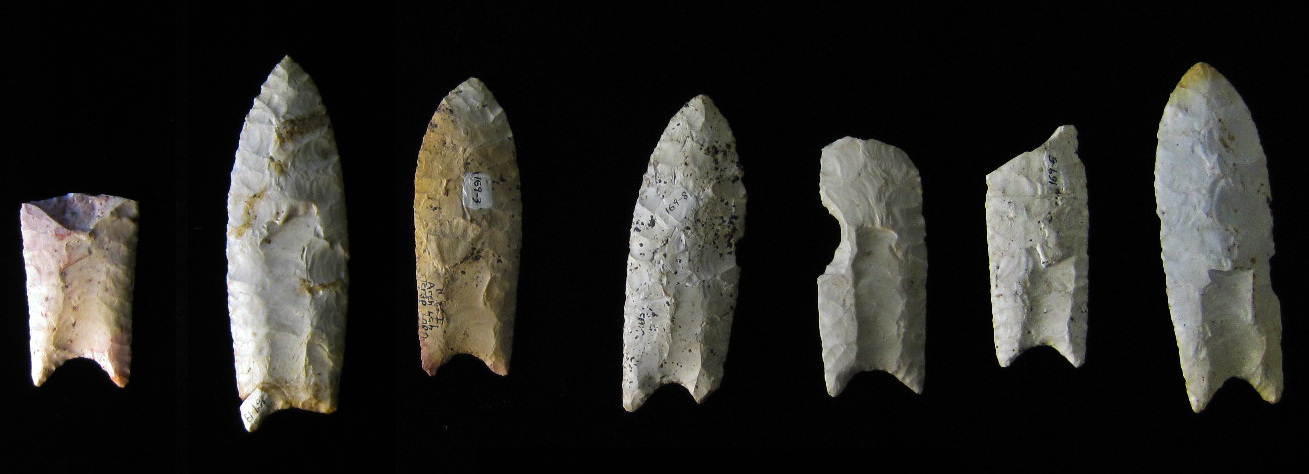
Кловисские наконечники из Айовы.

По одной из теорий, первые люди (палеоиндейцы) появились в Америке около 15 тысяч лет назад, попав на Аляску через замёрзший или обмелевший Берингов пролив.
Палеогенетики, исследовавшие геном девочки, жившей в долине Танана на Аляске ок. 11,5 тыс. лет назад, пришли к выводу, что предки всех американских индейцев одной волной переселились с Чукотки на Аляску в позднем плейстоцене ок. 20—25 тыс. лет назад, до того как Берингия исчезла ок. 20 тыс. лет назад. После этого «древние берингийцы» были в Америке изолированы от Евразии. Между 17 и 14 тыс. лет назад произошло их разделение на северную и южную группы палеоиндейцев из которых сформировались народы, заселившие Северную и Южную Америки.
По расчётам генетика Теодора Шурра из Университета Пенсильвании носители митохондриальной гаплогруппы B попали в Северную Америку до 24 тыс. лет назад. Т. Шурр и С. Шерри считали, что миграция носителей митохондриальных гаплогрупп A, B, C и D предшествовала Кловису и произошла 15—20 тыс. л. н. Вторая миграция, связанная с предполагаемыми носителями митохондриальной гаплогруппы Х из культуры Кловис имела место после образования коридора Маккензи 14—13 тыс. лет назад.
Артефакты с позднепалеолитической стоянки Куперс-Ферри (Cooper’s Ferry) на реке Салмон (бассейн Колумбии) в штате Айдахо (фрагменты костей млекопитающих, остатки сожженного угля) датируются периодом 15,28—16,56 тыс. лет назад. Каменные орудия из Айдахо имеют сходство с индустрией позднеплейстоценовой стоянки Ками-Сиратаки 2 (Kamishirataki 2) на острове Хоккайдо (Япония). Это свидетельствует о том, что люди первоначально мигрировали в Америку вдоль тихоокеанского побережья, но не исключает последующих миграций человека в более позднее время через свободный от льда коридор (IFC) от Берингии до нынешней Дакоты, который открылся между Кордильерским и Лаврентийским континентальными ледниковыми щитами в конце плейстоцена, как предполагает палеогеномика. По некоторым оценкам, палеоиндейцы, появились на территории Айдахо в XIII тысячелетии до н. э., так как в пещере Уилсон-Бьютт близ города Туин-Фолс были обнаружены одни из наиболее древних на территории США наконечников стрел.
Из образцов копролитов людей докловисской культуры из пещер Пэйсли в штате Орегон возрастом 14 290—12 750 лет назад удалось секвенировать ДНК и определить митохондриальные гаплогруппы A2 и B2. У представителя культуры Кловис Анзик-1 из штата Монтана, жившего 12,5 тыс. л. н., определена Y-хромосомная гаплогруппа Q-L54*(xM3) и митохондриальная гаплогруппа D4h3a. Древние берингийцы USR1 и USR2, жившие на реке Восходящего Солнца в долине Танана на Аляске 11,5 тыс. л. н., имели митохондриальные гаплогруппы С1b и В2. У образца из пещеры On Your Knees на острове Остров Принца Уэльского (Архипелаг Александра в штате Аляска) возрастом 9730—9880 л. н. определена митохондриальная гаплогруппа D4h3a. У кенневикского человека из штата Вашингтон, жившего 9300 лет назад, выявлена Y-хромосомная группа Q1a3a (M3) и митохондриальная гаплогруппа X2a. У жившего 9300 лет назад кенневикского человека, найденного в штате Вашингтон, выявлена Y-хромосомная группа Q1a3a (M3) и митохондриальная гаплогруппа X2a. У 10700-летней мумии Пещеры Духа из Невады определили Y-хромосомную гаплогруппу Q1b1a1a1-M848.

### Архаический период

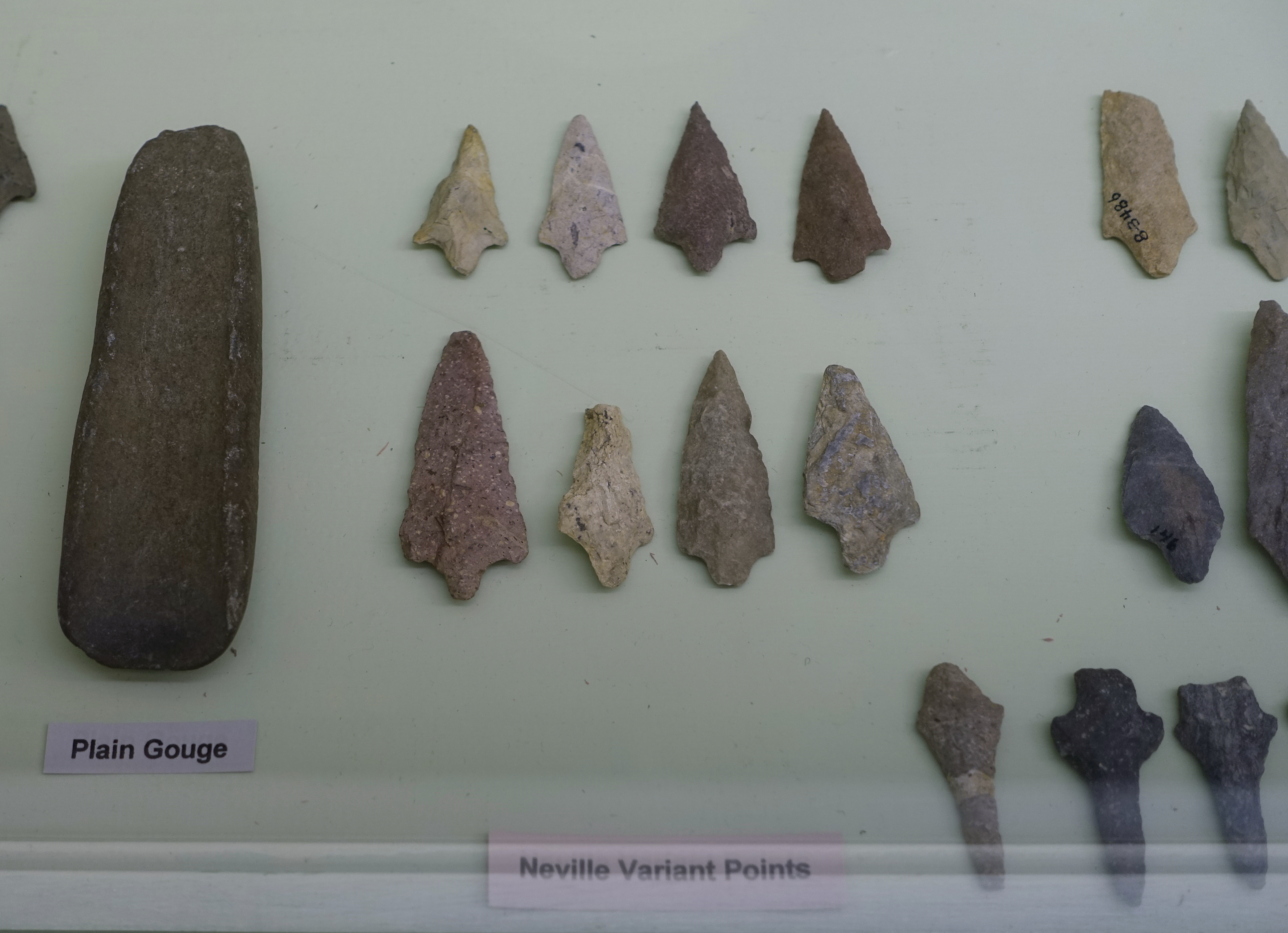
Наконечники типа Невилл (эпоха средней архаики)

Около 10 000 лет до настоящего времени ледник отступил, уровень океана поднялся, климат Америки изменился, и мегафауна полностью вымерла. Существует Ударная гипотеза позднего дриаса, предполагающая, что вымирание мегафауны связано с падением метеорита. Изменение климата заставило человека изменить образ жизни, что и стало переходом от палеоиндейского периода к архаическому. Люди стали охотиться на более мелкую дичь, употреблять в пищу рыбу и моллюсков. Орудия труда становятся более разнообразными. К этой эпохе относятся первые захоронения с признаками насильственной смерти. Примерно к 4000 году до нашей эры климат Северной Америки стал близок к современному, человек стал вести более оседлый образ жизни, и в археологических слоях той эпохи встречается всё больше следов долговременных поселений. В районе Великих озёр в это время стали использовать самородную медь, из которой методом холодной ковки изготавливали ножи и украшения.
Архаический период длился с 8000 года до нашей эры до 1000, и стал самым длинным историческим периодом в истории Северной Америки.

### Вудлендский период
Вудлендский период в хронологии Северной Америки относится ко времени примерно с 1000 года до н. э. по 1000 года н. э. в восточной части Северной Америки. Границей его начала является окончание Архаического периода, а конца — возникновение миссисипской культуры. Вудлендский период характеризуется медленным развитием каменных и костяных орудий, кожаных изделий, производства тканей, культивации земли и сооружения жилищ. Некоторые вудлендские народы продолжали использовать копья и атлатли до конца периода, когда их вытеснили луки со стрелами.
Основным технологическим достижением Вудлендского периода стало широкое распространение керамики, возникшей в позднем Архаичном периоде, а также всё большее усложнение её форм и орнамента. Растущее распространение земледельческого образа жизни также означало, что на смену кочевым племенам приходят постоянные поселения, хотя окончательный переход индейцев к сельскохозяйственному образу жизни произошёл намного позднее, при миссисипской культуре.

### Миссисипская культура
Миссисипская культура существовала на Среднем западе, Востоке и Юго-востоке современных США приблизительно с 800 по 1600 год нашей эры, и имела большие региональные различия. Она характеризуется строительством крупных земляных сооружений, особенно курганов. В это время люди жили в крупных городах, окружённых пригородами, и такие города имели между собой торговые связи. Кахокия на территории современного Иллинойса считается крупнейшим из такого рода городов.
Миссисипская культура зародилась в долине реки Миссисипи, откуда получила своё название. Оттуда она распространялась вверх по притокам Миссисипи. Люди в это время питались почти исключительно кукурузой, развилось социальное неравенство и сложные религиозные ритуалы, и сложился так называемый Юго-восточный церемониальный комплекс. В поздней фазе периода (1400—1500) Миссисипская культура пережила сильный кризис, многие города были заброшены (Кахокия была заброшена ещё до 1400 года). Конкистадор Эрнандо де Сото ещё видел некоторые миссисипские города во время путешествия 1541—1542 годов, но французские исследователи, когда открыли реку Миссисипи в 1680-х годах, уже не застали никаких признаков этой культуры.

### Открытие Америки европейцами

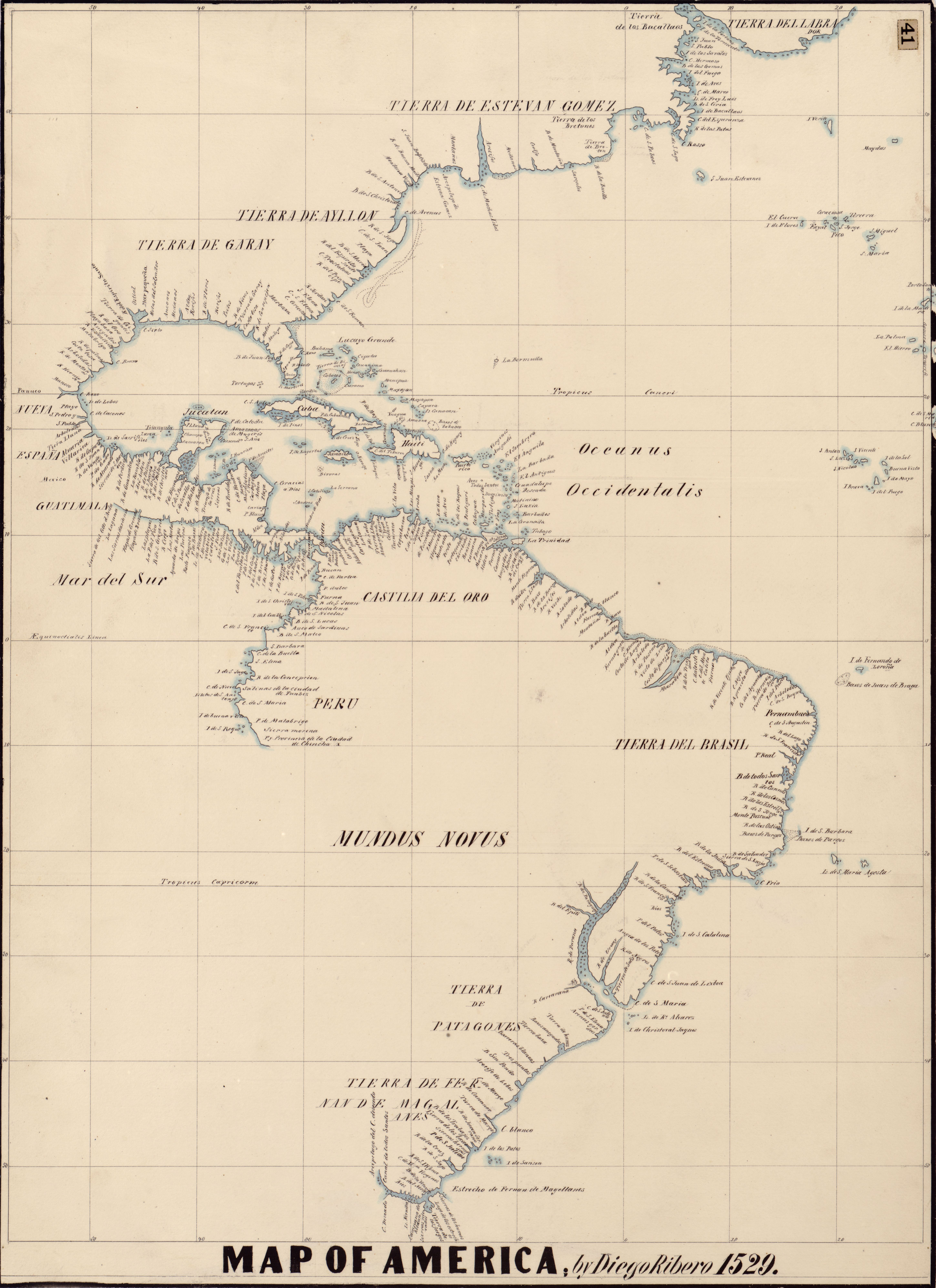
Карта 1529 года, составленная отчасти по отчётам Эштевана Гомеша.

«Открытие Америки» европейцами, изменившее исторические судьбы континента и всего человечества, совершил в октябре 1492 года Христофор Колумб во главе испанской экспедиции. Колумб, в частности, открыл Американские Виргинские острова и Пуэрто-Рико (вторая экспедиция 1493 года). В 1497—1498 годах капитан Дж. Кабот достиг берегов Новой Англии, хотя подробности того путешествия не известны. В 1513 году испанский конкистадор Хуан Понсе де Леон открыл полуостров Флорида, где в 1565 году возникла первая постоянная европейская колония и был заложен город Сент-Огастин.
В 1524 году Джованни да Веррацано, флорентиец на французской службе, прошёл от мыса Кейп-Фир до Ньюфаундленда и составил описание побережья. Годом позже его путешествие повторил Эштеван Гомеш. В конце 1530-х годов Эрнандо де Сото открыл Миссисипи и дошёл до долины реки Арканзас. В 1540—1541 годах экспедиция Франциско Васкеса де Коронадо в бассейн реки Миссури привела к открытию Великого каньона Колорадо.
Англичанин Уолтер Роли предложил королеве Елизавете основать колонию на американских берегах, получил на это официальное разрешение в 1584 году и 2 июля 1584 года достиг американского берега в районе Внешних отмелей. В июне 1585 года была основана первая колония, которую вскоре пришлось эвакуировать. Весной 1586 года была основана Колония Роанок, которая таинственно исчезла несколько лет спустя. Но исследование окрестностей острова Роанок показало, что эта местность неудобна для колонизации и было принято решение искать более удобный берег севернее, в районе Чесапикского залива.
В 1609 году Генри Гудзон, англичанин на службе голландской Ост-Индской кампании, исследовал побережье Новой Англии, посетил нью-йоркскую бухту и поднялся вверх по реке, которая была названа его именем.

## Колониальный период (1607—1775)

### Колонизация Америки англичанами (1607—1775)
Первое английское поселение в Америке возникло в 1607 году в Виргинии и получило название Джеймстаун. Торговый пост, основанный членами экипажей трёх английских кораблей под командованием капитана Ньюпорта, служил одновременно сторожевой заставой на пути испанского продвижения вглубь континента. Всего за несколько лет Джеймстаун превратился в процветающий посёлок благодаря заложенным там в 1609 году плантациям табака. Уже к 1620 году население посёлка составляло около 1000 человек. Европейских иммигрантов манили в Америку богатые природные ресурсы далёкого континента, и его отдалённость от европейских религиозных догм и политических пристрастий. Исход в Новый Свет финансировался прежде всего частными компаниями и лицами, которые получали доход от транспортировки товаров и людей. В 1606 году в Англии были образованы Лондонская и Плимутская компании, которые занялись освоением северо-восточного побережья Америки. Многие иммигранты перебирались в Новый Свет целыми семьями и общинами за свой счёт. Несмотря на привлекательность новых земель, в колониях ощущалась постоянная нехватка человеческих ресурсов.
30 июля 1619 года вирджинский губернатор Джордж Ердли впервые созвал выборную Ассамблею на сессию в 6 дней в здании церкви в Джеймстауне. Это было первое собрание представительного законодательного органа в Америках. В конце августа 1619 года в Вирджинию прибыл голландский корабль, доставивший в Америку чёрных африканцев, двадцать из которых были куплены колонистами в качестве рабов.
В декабре 1620 года на Атлантическое побережье Массачусетса прибыл корабль «Мэйфлауер» со 102 пуританами-кальвинистами. Это событие считается началом целеустремлённой колонизации англичанами континента. Они заключили между собой соглашение, получившее название Мэйфлауэрского. В нём нашли отражение в самой общей форме представления первых американских колонистов о демократии, самоуправлении и гражданских свободах. Позже были заключены аналогичные соглашения между колонистами Коннектикута, Нью-Гэмпшира и Род-Айленда. После 1630 года в Плимутской колонии — первой колонии Новой Англии, ставшей позднее колонией Массачусетского залива, возникло не менее дюжины небольших городков, в которых селились вновь прибывавшие английские пуритане. Иммиграционная волна 1630—1643 годов доставила в Новую Англию около 20 тысяч человек, ещё не менее 45 тысяч поселились в колониях американского юга или на островах Центральной Америки.

### Тринадцать колоний

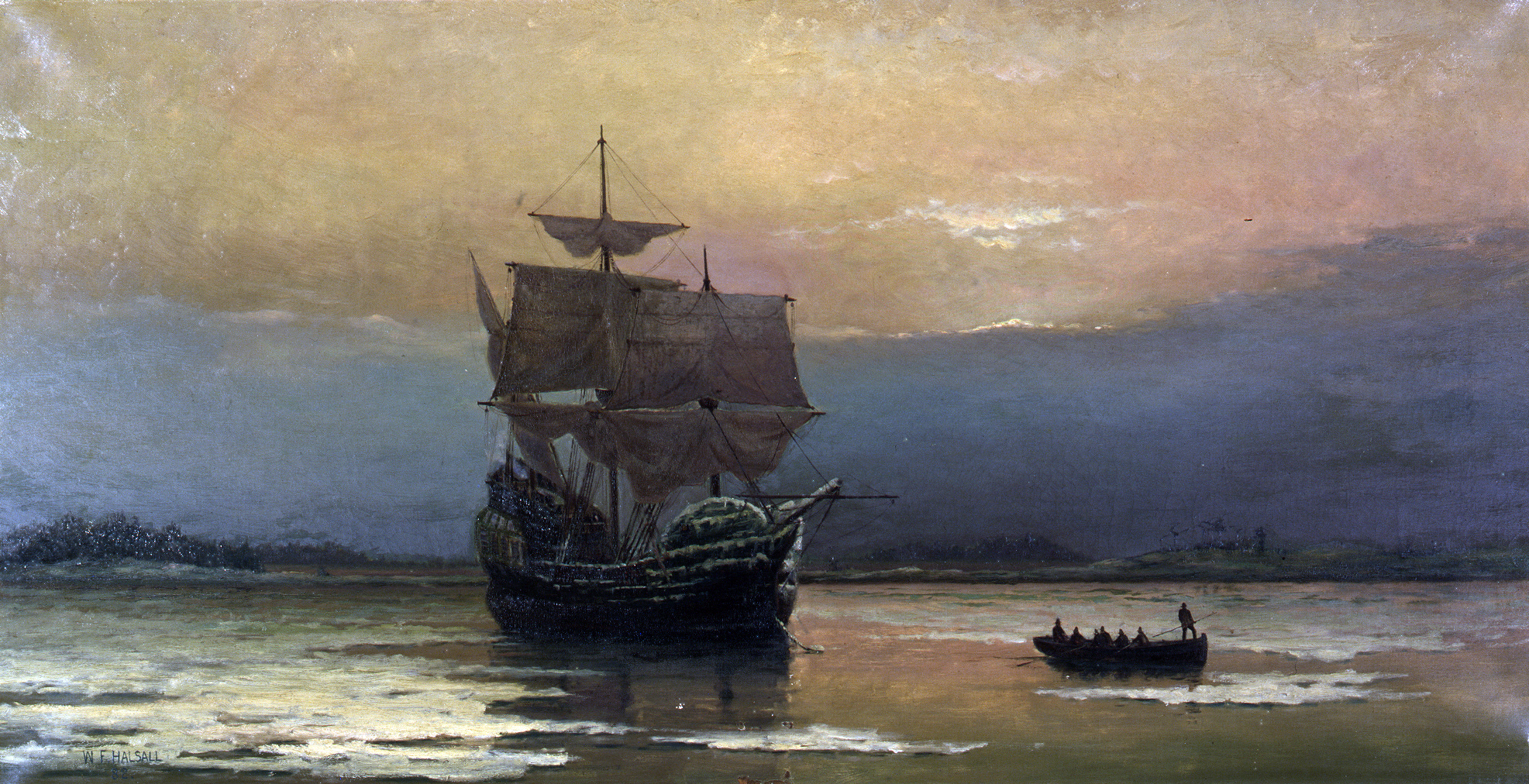
Корабль Мейфлауэр, который перевёз «пилигримов» в Новый Свет

На протяжении 75 лет после появления в 1607 году первой английской колонии Виргиния возникло ещё 12 колоний:
- Плимутская колония (1620) и Колония Массачусетского залива (1628), объединённые в 1692 году в Провинцию Массачусетс Бей.
- Провинция Мэриленд (1632)
- Колония Род-Айленд и Провиденские плантации (1636)
- Колония Коннектикут (1636)
- Провинция Нью-Йорк (1665)
- Провинция Нью-Джерси (1665)
- Провинция Каролина (1665), в 1712 году разделена на:
  - Провинция Северная Каролина
  - Провинция Южная Каролина
- Провинция Нью-Гэмпшир (1679)
- Провинция Пенсильвания (1681)
- Провинция Джорджия (1732)

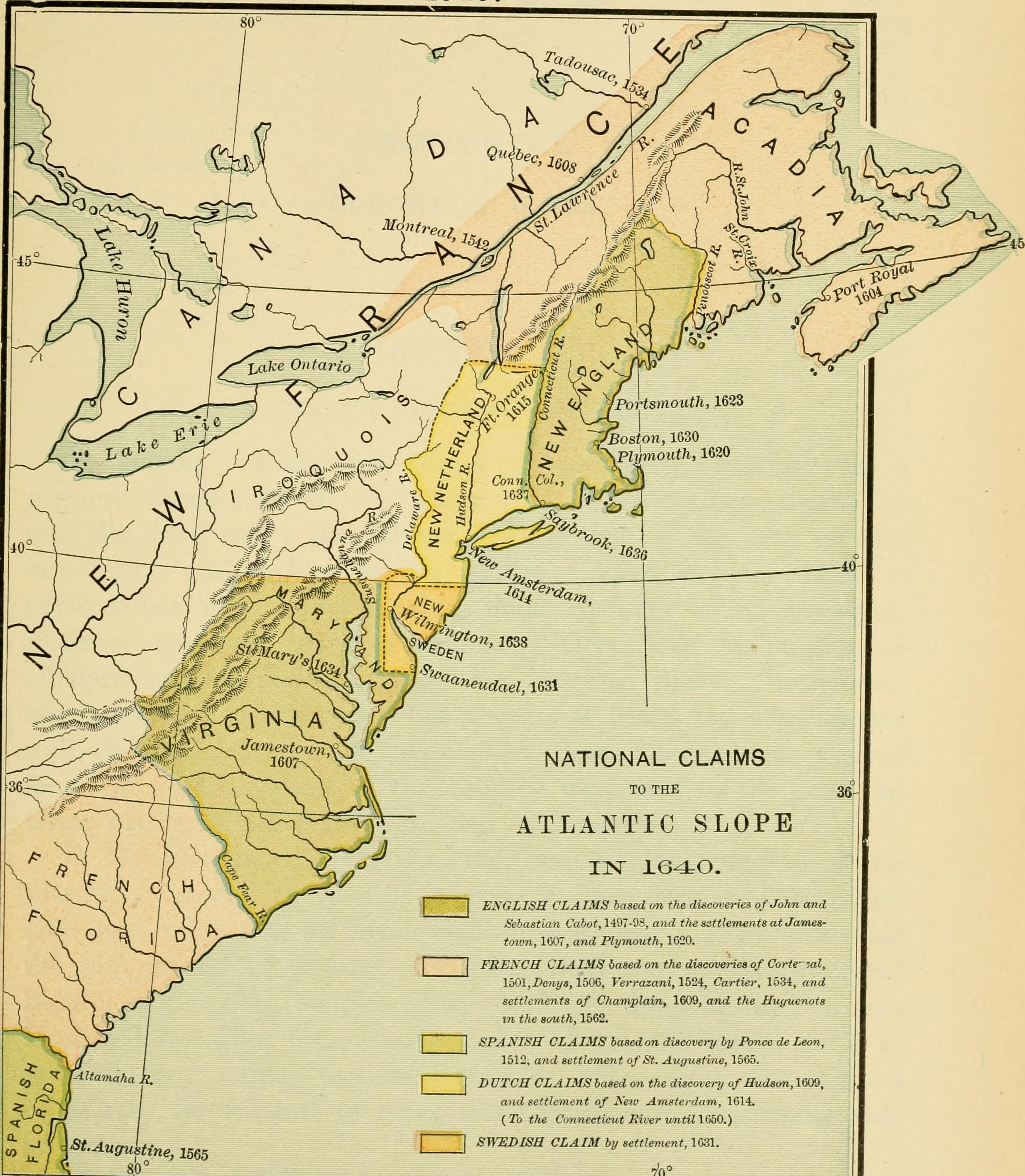
Северная Америка в 1640 году.

Первые колонисты Северной Америки не отличались ни едиными религиозными убеждениями, ни равным социальным статусом. Например, незадолго до 1775 года не менее трети населения Пенсильвании уже составляли немцы (лютеране), меннониты и представители других религиозных верований и сект. В Мэриленде обосновались английские католики, в Южной Каролине осели французские гугеноты. Шведы заселили Делавэр, польские, немецкие и итальянские ремесленники предпочли Вирджинию. Из их числа фермерами вербовались наёмные рабочие. Колонисты часто оказывались беззащитными перед индейскими набегами, один из которых послужил в 1676 году толчком к восстанию в Виргинии, известному как восстание Бэкона. Восстание завершилось безрезультатно после неожиданной смерти Бэкона от малярии и казни 14 наиболее активных его соратников.
Начиная с середины XVII века Великобритания старалась установить полный контроль над экономическими операциями американских колоний, реализуя схему, при которой все промышленные товары (от металлических пуговиц до рыболовецких судов) импортировались колониями из метрополии в обмен на сырьё и сельскохозяйственные товары. При этой схеме английские предприниматели равно как и английское правительство, были крайне не заинтересованы в развитии промышленности в колониях, а также в торговле колоний с кем бы то ни было кроме метрополии.
А тем временем американская промышленность (главным образом в северных колониях) достигла значительных успехов. Особенно американские промышленники преуспели в постройке судов, что позволило быстро наладить торговлю с Вест-Индией и тем самым найти рынок сбыта для отечественной мануфактуры.
Английский парламент счёл эти успехи настолько угрожающими, что в 1750 году издал закон, запрещающий строить в колониях прокатные станы и железорезательные мастерские. Внешняя торговля колоний также подвергалась притеснениям. В 1763 году были приняты законы о судоходстве, по которым товары разрешалось ввозить и вывозить из американских колоний только на британских судах. Кроме того, все предназначенные для колоний товары должны были грузиться в Великобритании, независимо от того, откуда их везли. Таким образом метрополия старалась поставить всю внешнюю торговлю колоний под свой контроль. И это не считая множества пошлин и налоговых сборов на товары, которые колонисты собственноручно ввозили домой.

### Война с французами и индейцами
В 1753 году французы стали проникать в долину реки Огайо. Вирджинский губернатор Динвидди отправил туда дипломатическую миссию, а затем и небольшую армию, но она была разбита в сражении за форт Несессити. В то же время собрался Олбанский конгресс, на котором колонии попытались объединиться перед лицом французской угрозы, но Олбанский план объединения не был одобрен королём. Англия решила воевать своими силами и отправила в колонии два пехотных полка под командованием Эдварда Брэддока. Однако, экспедиция Брэддока была неудачной. На первом этапе войны французы одержали несколько побед, в частности, разбили англичан в сражении у форта Карильон, но Великобритании удалось переломить ход войны: в 1758 году пал Луисбург, в том же году французы сдали форт Дюкен, а в сентября 1759 года пал Квебек, последний форпост Франции в Северной Америке. В 1763 году был заключён Парижский мирный договор, согласно которому Франция уступила Англии и Испании все свои владения в Америке.

## Революция и Война за независимость

### Американская революция
После окончания Войны с французами и индейцами британское правительство Гренвилла оставило в колониях армию, и для её содержания в 1765 году парламент ввёл в американских колониях Закон о гербовом сборе. Ассамблеи колоний были склонны смириться с этим налогом, но он вызвал протесты в народной среде. Под угрозой расправы колонисты заставляли распределителей гербовых марок подать в отставку с этой должности. Депутаты провинциальных ассамблей собрались на Конгресс Гербового акта, который обратился к королю с петицией об отмене гербового сбора. Летом 1765 года к власти пришло Первое правительство Рокингема, которое отменило гербовый сбор, но одновременно издало Пояснительный акт, который утверждал, что парламент имеет право вводить налоги в колониях.

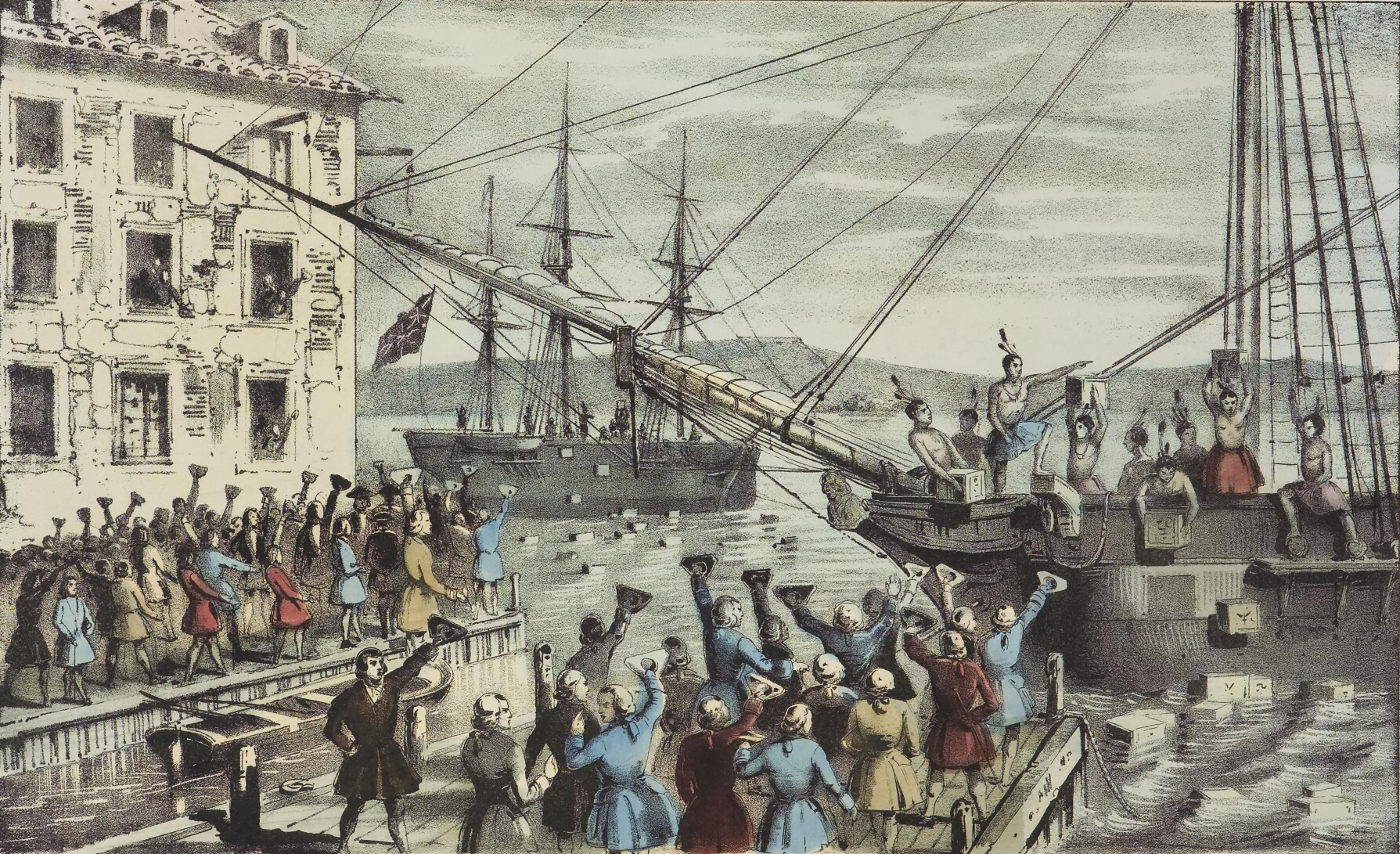
Бостонское чаепитие

В 1767 году министр Чарльз Таунсенд сумел провести через парламент Законы Таунсенда, вводившие пошлину на ряд товаров. В отвел колонии объявили бойкот британским товарам, но бойкот не продержался долго, а в 1770 году правительство Норта отменило все пошлины, кроме пошлины на чай.
В 1773 году британское правительство приняло закон, позволяющий продавать в колонии чай напрямую из Индии, полагая, что низкая цена на чай заставит колонистов смириться с пошлиной. Жители Бостона не дали выгрузить чай в своём порту, а 16 декабря 1773 года выбросили весь чай в море. Это событие стало известно как «Бостонское чаепитие». В ответ правительство Норта приняло репрессивные законы против Массачусетса. Порт был блокирован вплоть до уплаты городскими властями компенсации за уничтоженный груз. Ассамблея Массачусетса призвала колонии собраться на конгресс для совместного обсуждения этой проблемы.
5 сентября 1774 года в Филадельфии открылся Первый Континентальный конгресс на котором собрались 55 делегатов от всех колоний, за исключением Джорджии. На конгрессе были сформулированы требования к метрополии: «Декларация прав» содержала заявление о правах американских колоний на «жизнь, свободу и собственность», а выработанный на том же конгрессе документ «Континентальная ассоциация» санкционировал возобновление бойкота английских товаров в случае отказа британской короны пойти на уступки в своей финансово-экономической политике. В декларации также высказывалось намерение о новом созыве следующего Континентального конгресса 10 мая 1775 года в случае, если Лондон останется непреклонным в своей неуступчивости. Ответные шаги метрополии не заставили себя ждать — король выдвинул требование полного подчинения колоний власти британской короны, а английский флот приступил к блокаде северо-восточного побережья Американского континента. Генерал Гейдж получил приказ подавить «открытый бунт» и обеспечить выполнение колониями Репрессивных законов, прибегнув в случае необходимости к применению силы. Первый Континентальный конгресс и особенно реакция Лондона на его решения убедительно продемонстрировали американцам, что их сила заключается в единстве и что рассчитывать на благосклонность британской короны и её снисходительное отношение к их требованиям самостоятельности не следует.

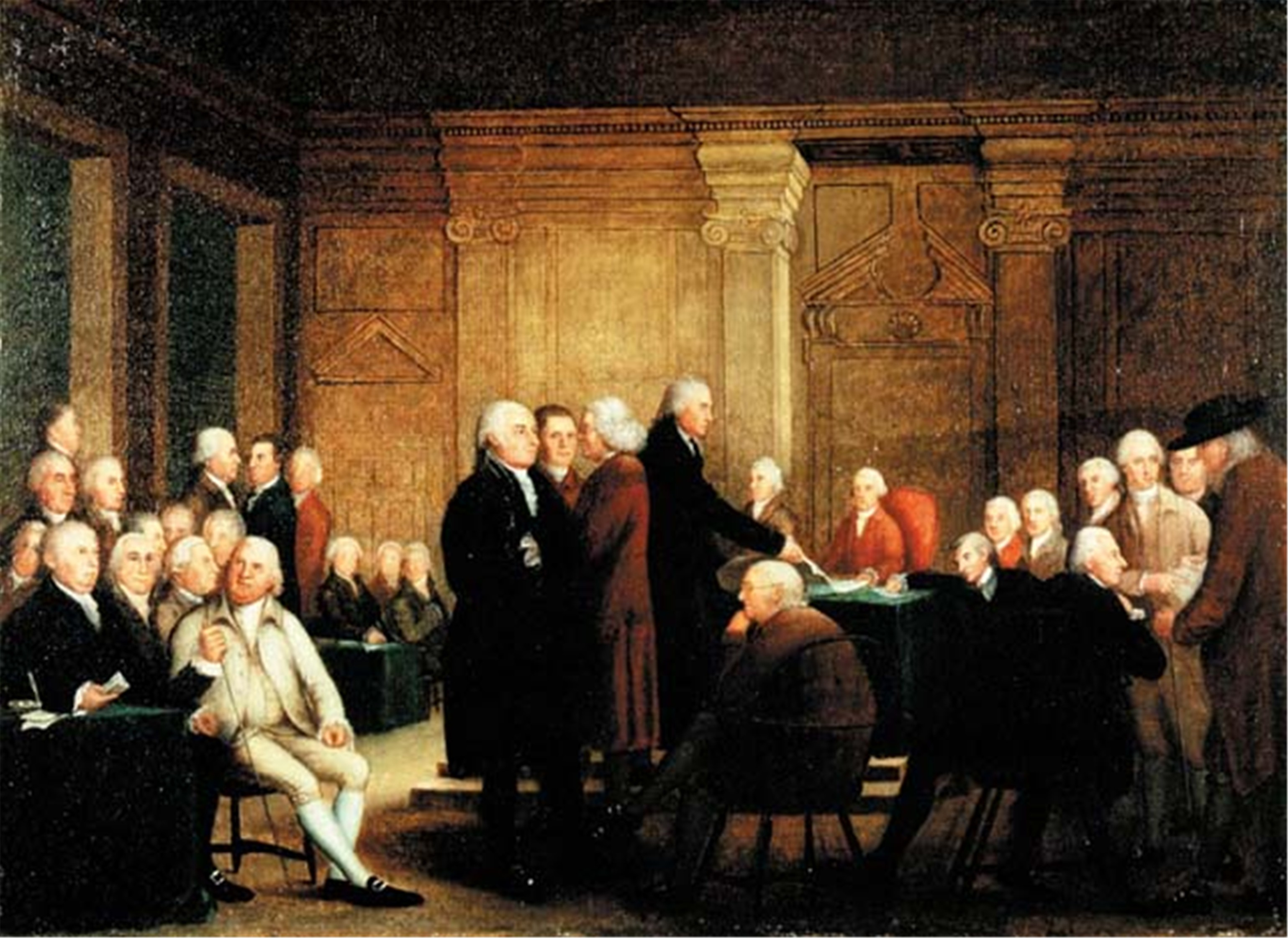
Конгресс голосует за независимость

В апреле 1775 года произошло столкновение британских военных с ополченцами Массачусетса, известное как Сражения при Лексингтоне и Конкорде. Английский отряд был разбит, отступил в Бостон, а ополченцы начали осаду Бостона. 10 мая ополченцы захватили форт Тикондерога. В тот же день в Филадельфии собрался Второй Континентальный конгресс, который объявил массачусетских ополченцев Континентальной армией, а командиром армии был объявлен Джордж Вашингтон. Так же было решено нанести удар по британской армии в Канаде: осенью началось наступление на Квебек двумя армиями. Но эти армии были разбиты под Квебеком и отступили к форту Тикондерога. Провал наступления на Канаду показал, что войну невозможно будет выиграть без союзников, а для заключения союза необходимо объявить о независимости.
7 июня 1776 года Ричард Генри Ли предложил Конгрессу рассмотреть вопрос о независимости. 28 июня был готов проект Декларации независимости, составленный Томасом Джефферсоном. Он обсуждался три дня, после чего был официально принят 4 июля 1776 года. В том же году каждая из Тринадцати колоний создала свою конституцию и тем самым колонии были преобразованы в штаты. Штат Нью-Йорк был сформирован 10 июня 1776 года, а штат Северная Каролина только 18 декабря.

### Война за независимость США
В марте 1776 года британская армия покинула Бостон, но уже в августе, вскоре после объявления независимости, она высадилась на побережье штата Нью-Йорк, началась Кампания в Нью-Йорке и Нью-Джерси. Континентальная армия была разбита в сражении на Лонг-Айленде и оставила Нью-Йорк. Вашингтон после ряда поражений вынужден был отступить через Нью-Джерси в Пенсильванию. Англичане удерживали город Нью-Йорк до заключения мирного договора в 1783 году, превратив его в свой главный опорный пункт в Северной Америке.
Вслед за отступавшими американскими войсками британская армия вторглась в Нью-Джерси, но здесь Вашингтон нанёс контрудар: в рождественскую ночь, в декабре 1776 года его армия перешла Делавэр и разбила противника при Трентоне и при Принстоне.
Британский план кампании 1777 года, разработанный в Лондоне, состоял в организации одновременного наступления из Канады и по реке Гудзон, чтобы в 1777 году захватить Олбани и отрезать Новую Англию от южных колоний (Саратогская кампания). Но канадская армия под командованием генерала Бергойна потерпела поражение при Саратоге и капитулировала, с условием репатриации в Великобританию, но Континентальный конгресс не утвердил условия их сдачи, и сдавшаяся армия осталась в Америке до конца войны.
Победа при Саратоге ускорила вступление Франции в союз с США, который был заключён в 1778 году. К союзу затем присоединились Испания и Нидерланды, и началась новая Англо-французская война.

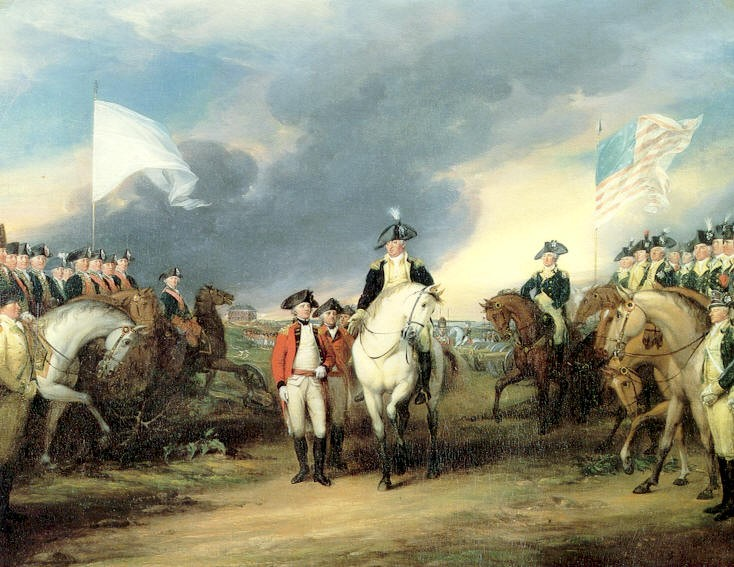
Генерал Корнуоллис сдаётся под Йорктауном. Джон Трамбулл, холст, масло, 1797 год

В дальнейшем англичане сосредоточили свои силы на попытках захватить южные штаты. Располагая ограниченным контингентом войск, они сделали ставку на мобилизацию лоялистов. Подобная тактика помогла им удержать позиции на северо-западных территориях, несмотря на поражение канадских войск при попытке наступать на Олбани.
В конце 1778 года британский флот высадил десант и захватил столицу Джорджии, город Саванну. В 1780 году был взят Чарлстон. Но собравшихся под британские знамёна лоялистов было недостаточно для продвижения вглубь страны, и англичанам пришлось удовлетвориться контролем над портовыми городами. Дальнейшее наступление на Северную Каролину и Виргинию захлебнулось, на оккупированных территориях началась партизанская война, и отряды лоялистов были перебиты.
Остатки британской армии направились к городу Йорктауну, где собирались погрузиться на корабли британского флота. Но флот столкнулся в Чесапикском заливе с французским флотом и отступил. Оказавшиеся в ловушке войска британского генерала Корнуоллиса в октябре 1781 года сдались генералу Вашингтону. Когда сообщения об этом поражении достигли Великобритании, парламент постановил начать мирные переговоры с американскими повстанцами.

## Становление американского государства (1783—1812)

### Конфедеративный период (1781—1789)
В 1781 году Конгресс США ратифицировал Статьи Конфедерации, что положило началу существованию американской Конфедерации: слабого сообщества штатов с очень слабым федеральным правительством. Страной управляла ассамблея депутатов, которые действовали от имени штата, который они представляли. Эта однопалатная ассамблея, известная как Конгресс Конфедерации имела недостаточно полномочий и не имела возможности действовать независимо от штатов. Не было главы исполнительной власти (Chief Executive Officer), не было судебной системы. Конгресс не имел права устанавливать налоги, регулировать внутреннюю или международную торговлю и вести переговоры с другими государствами. Неспособность правительства справиться с возникающими проблемами вызывала требования реформ и даже разговоры о сецессии штатов. Когда все попытки Конгресса улучшить Статьи Конфедерации ни к чему не привели, национальные лидеры встретились в Филадельфии в 1787 году чтобы создать новую Конституцию. Она была ратифицирована в 1788 году, а с 1789 года стало собираться новое федеральное правительство, что стало концом Конфедеративного периода.

### Президентство Джорджа Вашингтона (1789—1797)
Президентство Джорджа Вашингтона началось 30 апреля 1789 года, когда прошла его инаугурация как 1-го президента США, и завершилось 4 марта 1797 года. Джордж Вашингтон стал президентом по результатам президентских выборов 1789 года, первых в истории США, где он стал единственным кандидатом, избранным единогласно. В 1792 году он так же единогласно был переизбран на второй срок, а в 1797 году отказался от третьего срока. Его преемником стал вице-президент, Джон Адамс от партии федералистов.
В момент избрания Вашингтону было 57 лет. До выборов он был широко известен в стране как главнокомандующий американской армии и как президент Филадельфийского конвента в 1787 году. Уже с момента принятия Конституции общество предполагало, что именно он станет первым президентом, хотя сам Вашингтон собирался уйти от общественной жизни. В своей инаугурационной речи он сказал, что с неохотой принимает пост президента и что плохо знаком с гражданской администрацией. Вопреки этому, он показал себя способным лидером.
Усилиями Вашингтона было создано первое федеральное правительство, назначены все чиновники верхнего ранга исполнительной и судебной ветвей власти, установлены многие традиции политической жизни, и выбрано место для постоянной столицы страны. Он поддержал экономическую политику Александра Гамильтона, согласно которой правительство приняло на себя внешний долг штатов, создало первый Банк США, Монетный двор США и Таможенную службу. При Вашингтоне Конгресс принял законы о пошлинах (Тариф 1789 года и Тариф 1790 года) и поднял налог на виски, что привело к бунту(см.Восстание из-за виски), а Вашингтону пришлось лично вести войска на его подавление. При нём продолжилась Северо-западная индейская война, в ходе которой США сумели подчинить индейские племена на Северо-Западной Территории. В международной политике он придерживался практики нейтралитета и невмешательства, и в 1793 году издал Прокламацию о нейтралитете. Ему удалось добиться заключения двух важных соглашений: Договора Джея с Великобританией в 1794 году и Договора Пинкни с Испанией в 1795. Для защиты американских торговых судов от берберийских пиратов был создан флот США указом 1794 года.

### Экспансия (1783—1853)
Согласно мирному договору с Великобританией западная граница США была установлена по реке Миссисипи, а северная, в свою очередь, — по Великим озёрам. Ранее территории между Миссисипи и горами Аппалачи англичане оставляли своим индейским союзникам. Флорида была возвращена Испании.
По окончании войны за независимость США ещё продолжали вести войну с индейцами на Северо-западных территориях, завершившуюся в 1795 году подписанием Гринвилльского мирного договора, согласно которому индейская конфедерация признала суверенитет США и допустила белых поселенцев на свои земли. Кроме того, США вели переговоры с Испанией о спорных Юго-западных территориях, где также велись активные боевые действия с индейцами. Согласно заключённому в том же 1795 году Мадридскому договору, Испания признала эти земли владением США и демаркировала границу между ними и испанской Флоридой по 31-й параллели. В 1798 году там была создана территория Миссисипи.
После англо-американской войны 1812-15 гг. индейцы лишились поддержки Великобритании и не могли оказывать американской экспансии существенного сопротивления. В 1830-х годах решениями Конгресса и администрации президента Джексона множество индейцев было выселено за реку Миссисипи.
С начала XIX века тысячи американцев покидали всё более густо заселённый восток США и направлялись на запад от Миссисипи, в совершенно неосвоенный регион, называемый Великими равнинами. При этом жители Новой Англии устремлялись в богатый лесом Орегон, а выходцы из южных штатов заселяли просторы Техаса, Нью-Мексико и Калифорнии.
Основным транспортным средством этих переселенцев-пионеров были запряжённые лошадьми или быками фургоны. В путь отправлялись караваны из нескольких десятков фургонов каждый. Для того, чтобы добраться от долины Миссисипи до побережья Тихого океана, такому каравану требовалось в среднем около полугода.
После того, как в 1848 в Калифорнии было обнаружено золото, началась так называемая Калифорнийская золотая лихорадка, усилившая поток переселенцев. Для ряда религиозных групп переселение на малозаселённые западные территории предоставляло возможность избежать внешнего влияния и конфликтов с представителями основных конфессий и властями. Одним из примеров этому являются мормоны, поселившиеся в штате Юта в 1847 году.

#### Луизианская покупка (1803—1804)

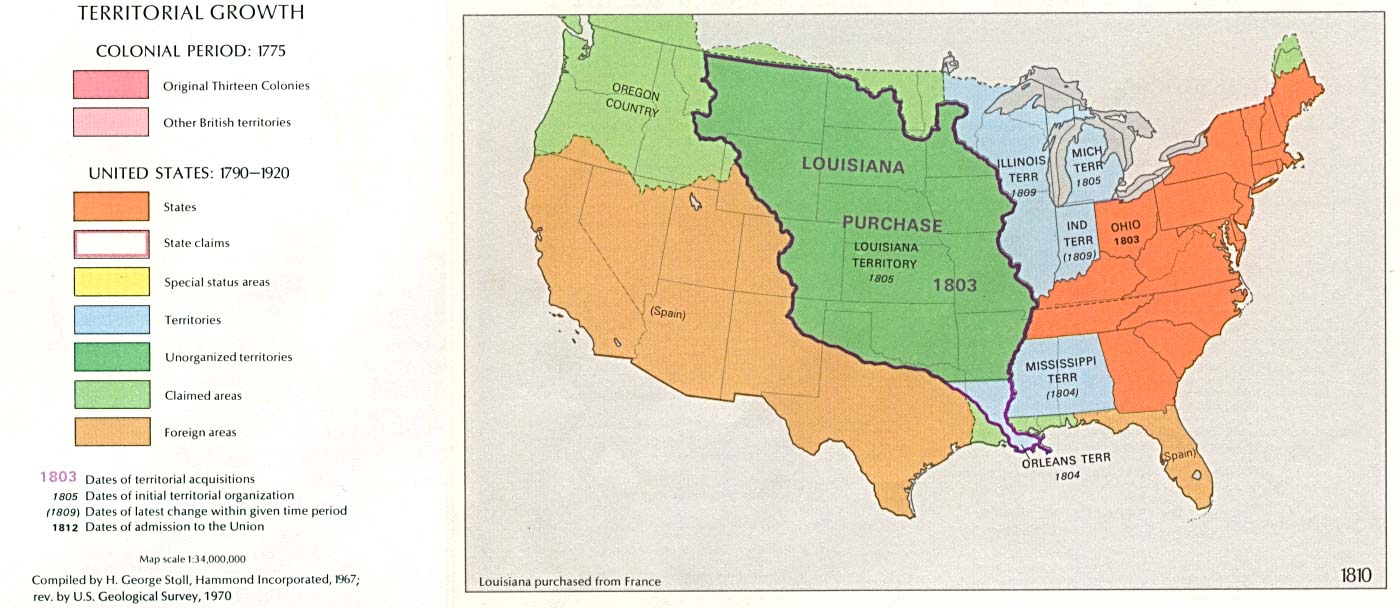
Рост территории США в 1800—1810 гг.

В 1803 году благодаря удачным действиям американских дипломатов между Северо-американскими Соединёнными штатами и Францией была заключена сделка, получившая название Луизианская покупка и позволившая Штатам практически удвоить свою территорию. Но главным достижением этой сделки для США того времени было предоставление реки Миссисипи, важной транспортной артерии, которая ранее была пограничной рекой, в полное распоряжение американских фермеров и торговцев.

#### Англо-американская война (1812—1815)
В наполеоновских войнах США придерживались нейтралитета и пытались вести торговлю со всеми воюющими сторонами, но и Франция, и Великобритания не поощряли торговлю со своими противниками. После разгрома французского флота в Трафальгарском сражении (1805) британский флот блокировал американские порты, пытаясь воспрепятствовать франко-американским торговым связям. Более того, на своих кораблях англичане по-прежнему обращались с американцами как со своими мятежными подданными и принуждали матросов с перехваченных американских судов к службе в королевском флоте. Кроме того, Великобритания заключила союз с индейскими племенами и поддерживала их сопротивление американской экспансии на индейские территории. В 1812 году Конгресс объявил Англии войну. После тяжёлых боёв, продолжавшихся до 1815 года, был заключён мир, в результате которого воюющие стороны остались в прежних границах, но Великобритания отказывалась от союза с индейцами, оказавшимися наиболее пострадавшей стороной конфликта. Из войны США вышли с уверенностью в своих силах, в частности, благодаря впечатляющей победе в решающей битве с англичанами под Новым Орлеаном.
Несмотря на окончание военных действий, между США и Великобританией ещё оставалось множество спорных вопросов, в том числе о границах между Соединёнными Штатами и британской Канадой. В значительной степени они были урегулированы в ходе послевоенных переговоров, завершившихся заключением Англо-американской конвенции 1818 года. Вопросы, оставшиеся не урегулированными, в частности, о статусе современного Северо-Запада США, были улажены при заключении Договора Уэбстера — Ашбертона 1842 года и Орегонского договора 1846 года.

## Эра доброго согласия
Война с Англией привела к упадку партии федералистов, распаду Первой партийной системы, и переходу к однопартийности, которая совпала с президентством Джеймса Монро. В эти годы набеги флоридских индейцев привели к первой семинольской войне, был заключён договор с Англией о демилитаризации Великих озёр, к Союзу был присоединён Иллинойс и Алабама, но заявка Миссури на принятие в союз привела к спорам о допустимости распространения рабства на новые территории и к принятию Миссурийского компромисса. Госсекретарю Джону Куинси Адамсу удалось договориться с Испанией и был заключён Договор Адамса — Ониса, который признал право Испании на Техас, уточнил западную границу США и передал в собственность США восточную и западную Флориду.
Второй срок Монро совпал с образованием независимых государств в Южной Америке. В 1822 году США признали Колумбию, затем Мексику, Аргентину и Чили. На следующий год стали известно, что французская армия подавила революцию в Испании, и возникли опасения, что Франция при поддержке Священного Союза попытается вернуть испанские колонии. В 1823 году в своём обращении к Конгрессу, Монро заявил что США не будут вмешиваться в дела ныне существующих колоний, но готовы защищать интересы тех государств, что уже добились независимости. Это заявление стало известно как Доктрина Монро.

## Эпоха Джексоновской демократии

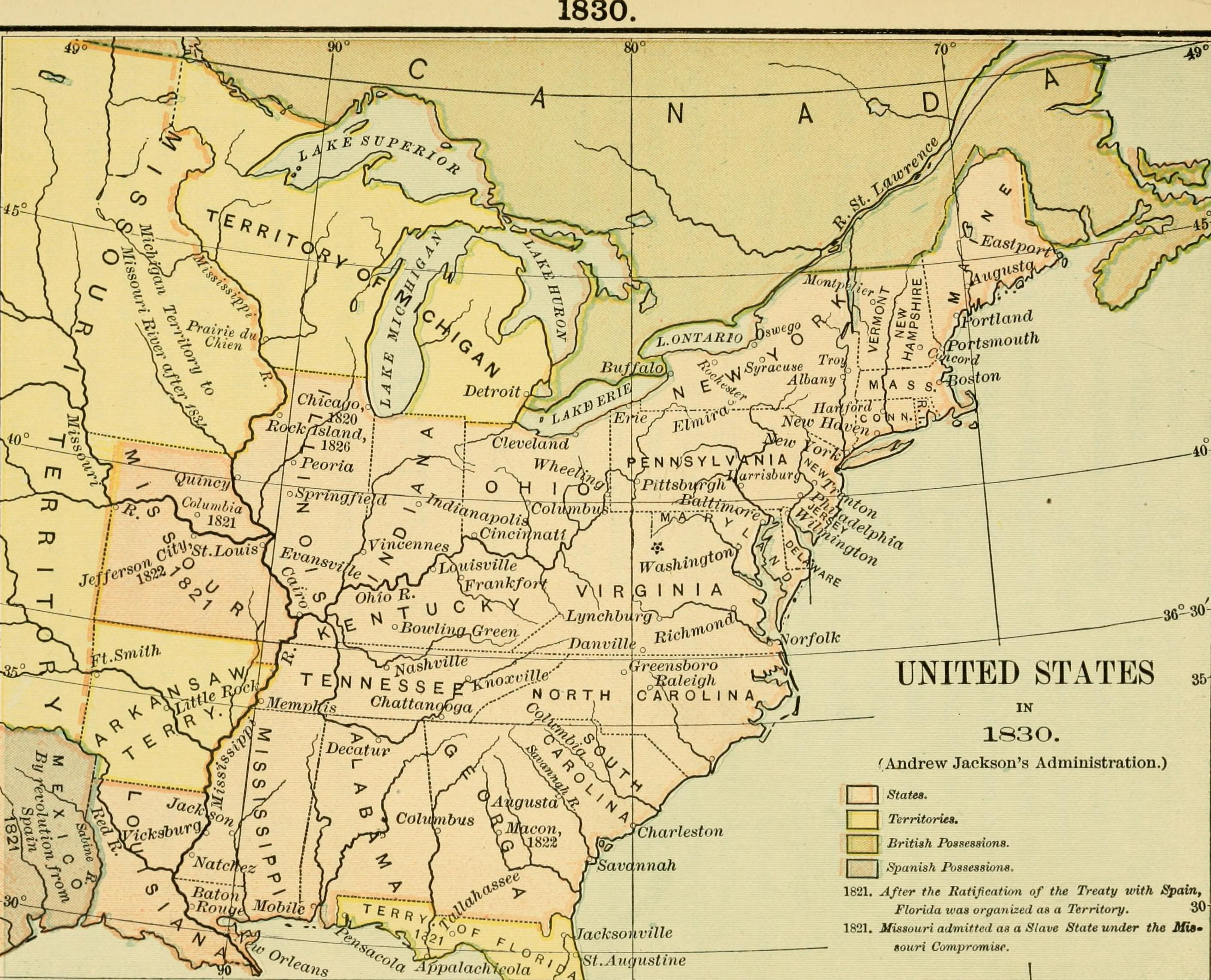
США в 1830 году.

### Орегонский договор
Согласно договору 1818 года, граница между США и Британской Северной Америкой была проведена вдоль 49-й параллели от штата Миннесота до Скалистых гор. Территория Орегон, расположенная к западу от Скалистых гор, признавалась свободной для совместного использования британцами и американцами. Американцы неоднократно пытались добиться полного контроля над Орегоном. 15 июня 1846 года был подписан договор между США и Великобританией, по которому граница между британскими и американскими владениями в Орегоне также была проведена по 49-й параллели

### Вторая партийная система
На президентских выборах 1824 года за президентство боролись четыре кандидата от одной и той же партии (Демократическо-республиканской), и победил Эндрю Джексон. Однако, его политика привела к расколу внутри партии и конце периода однопартийности. Для победы на выборах 1828 года Джексон создал Демократическую партию, и его противники (сторонники Джона Куинси Адамса) создали Национальную республиканскую партию, которая в 1832 году превратилась в Партию вигов. Её основателем и первым лидером был Генри Клей.

### Присоединение Техаса
В 1835 году генерал Санта-Анна отстранил от власти президента Мексики Гомеса Фариаса, отменил Мексиканскую конституцию 1824 года и объявил о создании нового централистского государства. Это привело к восстаниям в северных штатах Мексики. Мексиканское правительство послало сюда армию, которую возглавил сам президент, генерал Лопес де Санта-Анна. Весной 1836 года ему удалось захватить миссию Аламо, но через месяц отряды техасской армии разбили мексиканцев в битве при Сан-Хасинто, а их президент попал в плен и подписал договор о независимости Техаса, и был переправлен в США. Мексика отказалась ратифицировать договор, подписанный пленным президентом, и несмотря на прекращение военных действий, статус Техаса оставался юридически неопределённым. Мексиканцы обратились к США с просьбой признать их государство, но Конгресс отказал, ожидая, что Техас сначала признает какая-нибудь европейская держава.
В США начались призывы к признанию и присоединению Техаса, но это предложение вызвало возражения у политиков северных штатов, которые не хотели присоединять к США новые рабовладельческие штаты. Во время президентских выборов 1844 года кандидатом от демократической партии был Джеймс Полк, программа которого подразумевала присоединение Техаса. Победа Полка на выборах показала, что общественное мнение в целом поддерживает присоединение Техаса. В феврале 1845 года присоединение Техаса обсуждалось в сенате и зашло в тупик (26 голосов за и 26 голосов против), но потом сенатор от Луизианы изменил своё решение, и договор с Техасом был принят. 4 июля 1845 года Техасская конвенция одобрила американо-техасский договор, а 29 декабря 1845 года президент Полк официально принял Техас в состав США.

### Американо-мексиканская война (1846—1848)

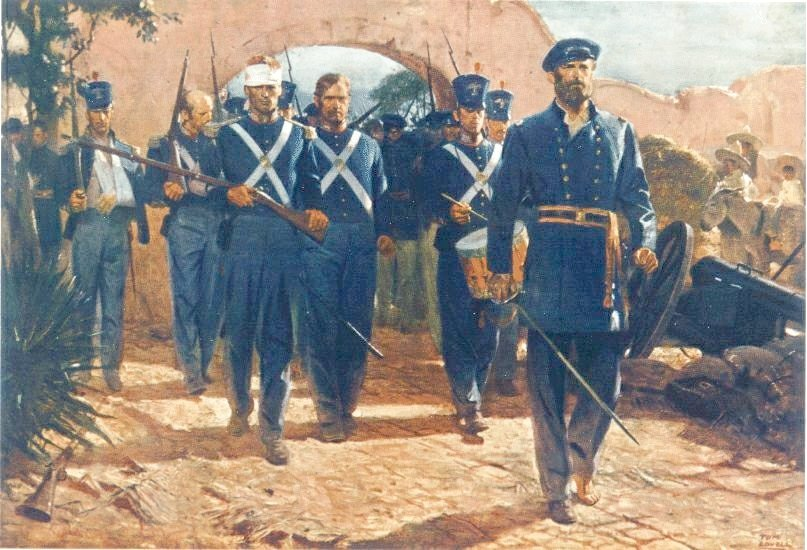
Китман с отрядом морских пехотинцев входит в Мехико (рисунок 1944 года)

В апреле 1846 года мексиканская армия перешла реку Рио-Гранде и окружила американский форт Браун. Армия Тейлора выступила на деблокаду форта и разбила мексиканцев в сражении при Пало-Альто и в сражении при Ресака-де-ла-Пальма. 13 мая США объявили войну Мексике и одновременно Конгресс дал разрешение президенту на формирование армии для войны. В июне Тейлор начал наступление в Северной Мексике, подошёл к Монтеррею и взял его штурмом 24 сентября. Президент Полк предполагал, что падение Монтеррея заставит Мексику пойти на переговоры, но мексиканцы решили перейти к затяжной войне. Тогда американское командование решило сменить стратегию и начать наступление на Мехико от Веракруса. 22 октября Тейлору было приказано приостановить боевые действия в Мексике и передать часть войск генералу Скотта для наступления на Веракрус. Узнав об ослаблении Тейлора, генерал Санта-Анна отправил армию на север и атаковал Тейлора 22 февраля 1847 года у Буэна-Висты, но в сражении при Буэна-Виста американская армия удержала позицию.
В марте 1847 года началась Мексиканская кампания Скотта: армия Скотта 9 марта всадилась у Веракруса и осадила город. 29 марта город сдался. Скотт начал марш на Мехико и разбил противника на оборонительной позиции в сражении при Серро-Гордо. Скотт занял город Пуэбла, где после небольшой паузы начал марш на Мехико. 19-20 августа произошли сражения при Контрерас и при Чурубуско. 13 сентября пал замок Чапультепек, а 14 сентября пехотная бригада Джона Китмана первой вошла в город Мехико. Падение столицы заставило мексиканскую сторону пойти на переговоры и в итоге 2 февраля 1848 года был подписан Договор Гвадалупе-Идальго. Мексика отказалась от претензий на Техас и передала США всю Верхнюю Калифорнию, тем самым лишившись 55 % своей территории.
В 1853 году Мексика уступила ещё часть своей территории США в результате сделки, называемой договор Гадсдена, которая окончательно сформировала новую американо-мексиканскую границу.

### Зарождение республиканской партии

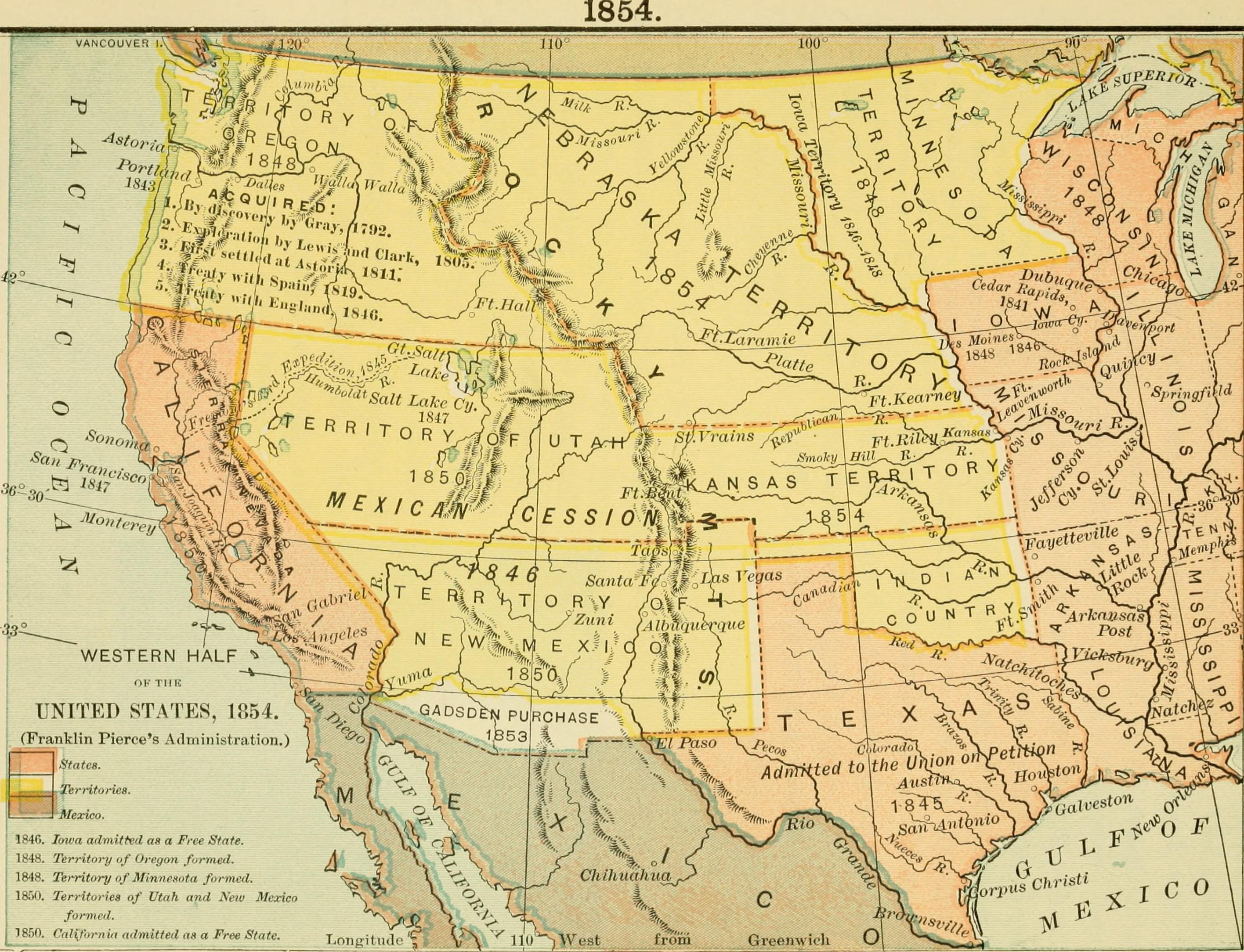
Запад США в 1854 году

Сразу же после окончания Мексиканской войны в стране обострились споры по поводу рабства. На президентских выборах 1848 года победил Закари Тейлор, который в 1849 году заявил о готовности принять Калифорнию в Союз в виде свободного штата, вопреки правилам компромисса 1820 года. Это привело к ожесточённым спором, итогом которых стал Компромисс 1850 года: южные штаты согласились на присоединение Калифорнии, но в их интересах был принят Закон о беглых рабах. В мае 1854 года был принят Закон Канзас-Небраска, который постановил, что статус рабства в Канзасе будет решён самими его жителями. В июле того же года аболиционисты северных штатов собрались на съезд и объединились в Республиканскую партию, целью которой стала борьба с распространением рабства.
Сторонники и противники рабства стали съезжаться в Канзас, что привело к вооружённым столкновениям и началу Гражданской войны в Канзасе. В итоге упорное сопротивление свободных фермеров вынудило Конгресс к 1859 году признать штат свободным от рабства.
Между тем республиканцы быстро захватила власть в Мичигане: на выборах 1856 года они заняли все места мичиганской делегации в Конгрессе США и все высшие посты в Мичигане. В 1857 году сенатором стал республиканец-радикал Закария Чандлер, а в 1859 году губернатор Мичигана Кинсли Бингем тоже прошёл в сенат США, и теперь партия была под контролем радикалов, которые были готовы покончить с рабством любой ценой.

## Гражданская война (1861—1865)

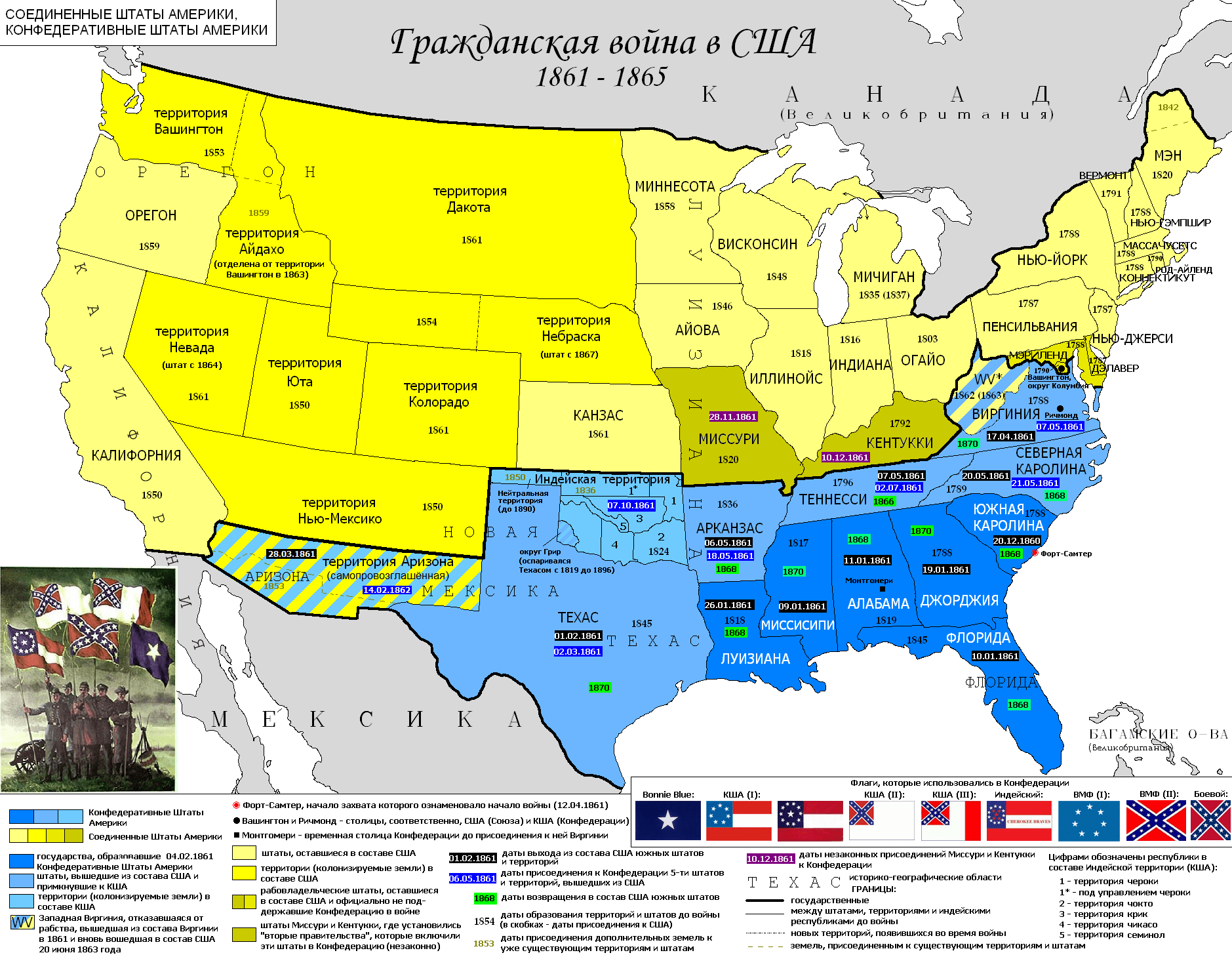
Союз и Конфедерация в начале гражданской войны

После победы кандидата республиканцев Авраама Линкольна на выборах 1860 года, одиннадцать южных штатов объявили о выходе из состава США, образовав новое мятежное государство, Конфедеративные Штаты Америки.
В апреле 1861 года в штате Южная Каролина произошло первое сражение, в ходе которого вооружённые силы Конфедерации захватили форт Самтер, укрепление федеральной армии. Вначале война велась с переменным успехом и преимущественно на территории Виргинии и Мэриленда. Перелом в ней произошёл в 1864 году, когда Линкольн назначил главнокомандующим Улисса Гранта. Армия северян под командованием Уильяма Шермана провела успешное наступление из штата Теннеси до Атланты, штат Джорджия, разбивая войска, возглавляемые генералами Конфедерации Джонстоном и Худом. Во время знаменитого «марша к морю» армия Шермана уничтожила около 20 % всех ферм в Джорджии и достигла Атлантического океана в Саванне в декабре 1864 года Война завершилась сдачей армии генерала Ли в Виргинии 9 апреля 1865 года.

## США между Гражданской войной и Межвоенным периодом (1865—1918)

### Эпоха реконструкции

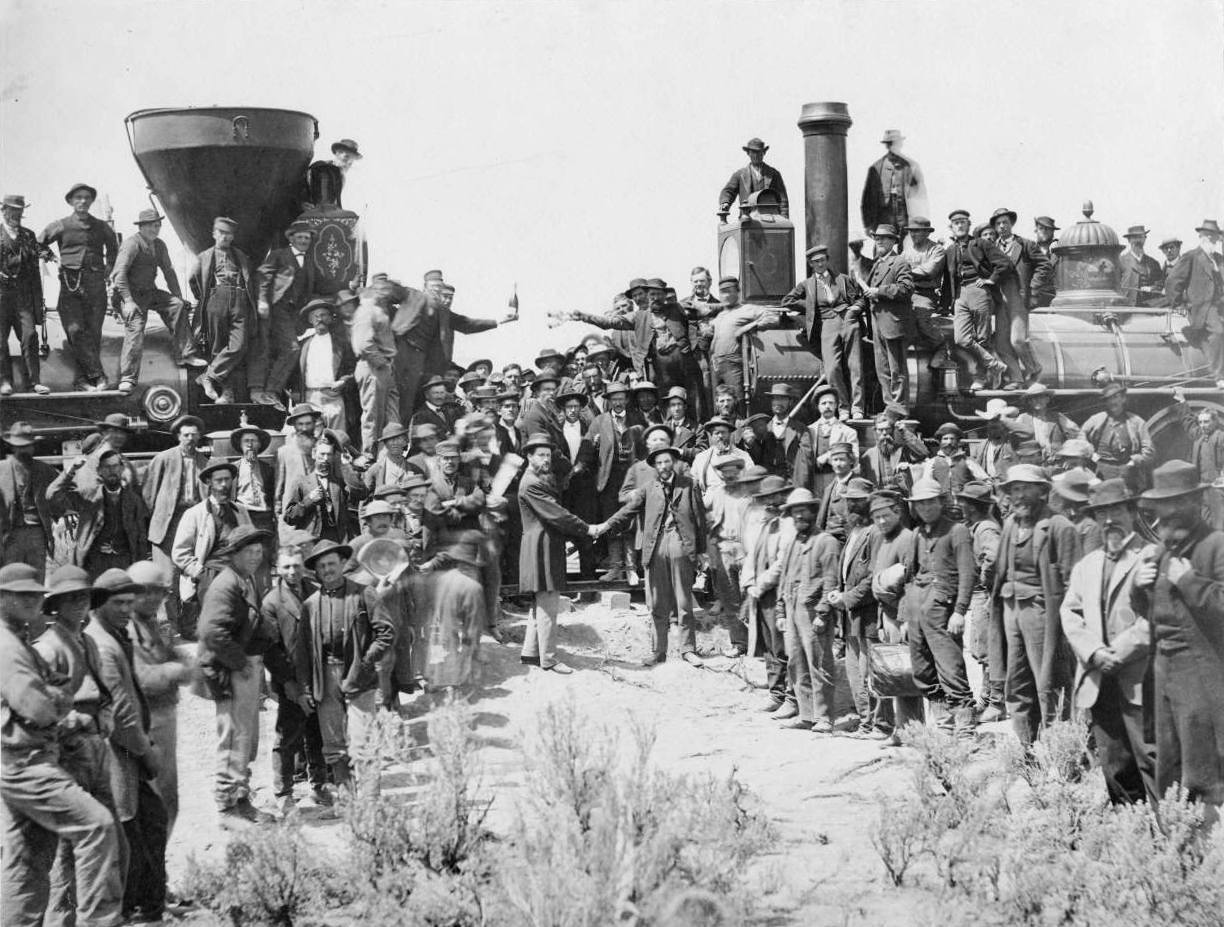
Открытие трансконтинентальной железной дороги

Реконструкция, период после окончания Гражданской войны, продолжалась с 1865 по 1877 год. В это время в Конституцию были внесены «поправки Реконструкции», расширившие гражданские права для афроамериканцев. Эти поправки включают тринадцатую поправку, ставящую вне закона рабство, четырнадцатую поправку, гарантирующую гражданство для всех родившихся или натурализованных на территории США, и пятнадцатую поправку, гарантирующую право голоса для мужчин всех рас. В ответ на Реконструкцию, появился ряд организаций южан, в том числе Ку-клукс-клан, противодействовавших реализации гражданских прав цветного населения. Насилию со стороны таких организаций противодействовали федеральная армия и власти, принявшие, в частности, Акт о Ку-клукс-клане 1870 года, объявлявший его террористической организацией. Тем не менее, в деле Верховного суда «США против Cruikshank» соблюдение гражданских прав населения было возложено на власти штатов. Неудачи республиканских властей усугубил экономический кризис 1873 года. В конце концов республиканские правительства потеряли поддержку избирателей южных штатов, и к власти на Юге вернулись демократы, которые не восстановили рабовладение, но приняли дискриминационные законы, называемые законами Джима Кроу. В 1877 году участие армии в государственном управлении на Юге было прекращено. В результате афроамериканцы стали гражданами второго сорта, и расистские принципы превосходства белых по-прежнему господствовали в общественном мнении. Монополия демократической партии на власть в южных штатах продолжалась после этого до 1960-х годов.
Экспансия золотоискателей, фермеров и владельцев обширных ранчо на «Дикий Запад» сопровождалась многочисленными конфликтами с индейцами. Последним масштабным вооружённым конфликтом белых американцев с коренным населением была Война за Чёрные Холмы (1876-77 гг.), хотя отдельные стычки с небольшими группами индейцев продолжались ещё до 1918 года.

### Позолоченный век (1872—1900)

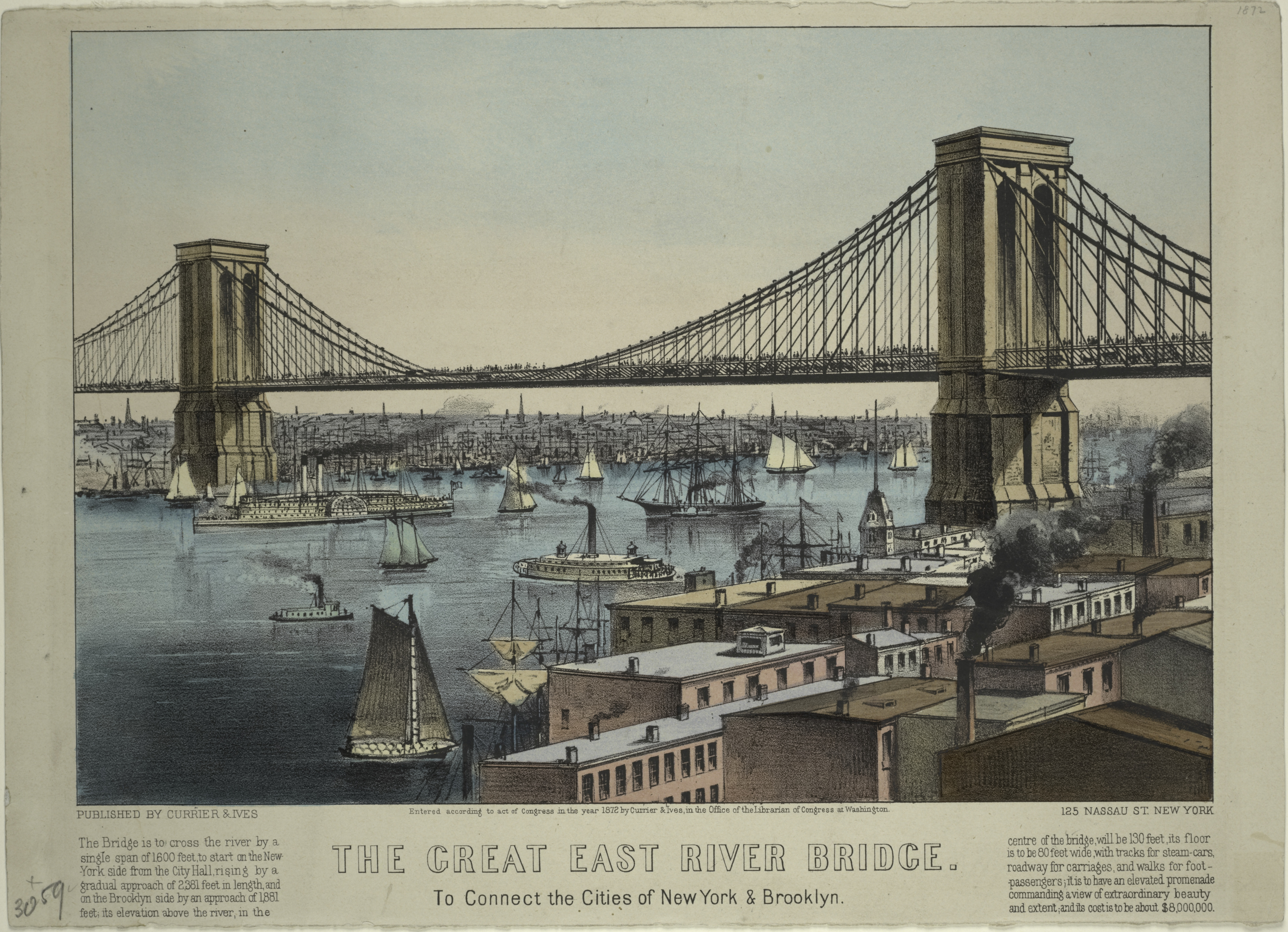
Нью-Йорк в 1872 году

Конец XIX века стал временем мощного индустриального развития Соединённых Штатов. «Позолоченный век», так окрестил эту эпоху классик американской литературы Марк Твен. Наиболее обеспеченный класс американского общества купался в роскоши, но не забывал также и о филантропии, которую Карнеги называл «Евангелием от богатства», поддерживая тысячи колледжей, госпиталей, музеев, академий, школ, театров, библиотек, оркестров и благотворительных обществ. Один только Джон Рокфеллер на благотворительность пожертвовал свыше 500 миллионов долларов, что составило более половины его совокупного дохода. Беспрецедентная волна иммигрантов (по преимуществу из Европы) принесла в США не только рабочую силу для американской индустрии, но и создала разнообразие национальных общин, населивших малолюдные западные территории.
Считается, что современная американская экономика была создана в эпоху «позолоченного века». В 1870-х и 1880-х годах как экономика в целом, так и заработная плата, богатство, национальный продукт и капиталы в США росли самыми быстрыми темпами в истории страны. Так между 1865 и 1898 гг. посевы пшеницы выросли на 256 %, кукурузы — на 222 %, добыча угля — на 800 %, а общая длина железнодорожных путей — на 567 %. Доминирующей формой организации бизнеса стала корпорация. К началу XX века доход на душу населения и объём промышленной продукции в США стали самыми высокими в мире. Душевой доход в США вдвое превысил германский, французский и на 50 % — британский. В эпоху технологической революции бизнесмены строили на Северо-востоке США новые индустриальные города с градообразующими фабриками и заводами, на которых работали наёмные рабочие из разных стран Европы. Мультимиллионеры, такие как Джон Рокфеллер, Эндрю Меллон, Эндрю Карнеги, Джон Морган, Корнелиус Вандербильт, семья Асторов, приобрели репутацию баронов-разбойников. Рабочие начали объединяться в тогда ещё небольшие профсоюзы, такие как Американская федерация труда.
К 1871 году власти США пришли к решению, что соглашения с индейцами уже больше не требуются и что ни один индейский народ и ни одно племя не должны рассматриваться как независимый народ или государство. К 1880 году в результате массового отстрела американского бизона почти вся его популяция исчезла, и индейцы потеряли объект своего основного промысла. Власти заставляли индейцев отказываться от привычного образа жизни и жить только в резервациях. Многие индейцы сопротивлялись этому. Одним из лидеров сопротивлявшихся был Сидящий Бык, вождь племени сиу. Сиу нанесли американской кавалерии несколько ошеломляющих ударов, одержав победу в битве на реке Литл-Бигхорн в 1876 году. Но индейцы не могли жить в прериях без бизонов и, истомлённые голодом, они в конце концов покорились и переселились в резервации.

### Эпоха прогрессивизма (1900—1914)
После «позолоченного века» наступила «эра прогрессивизма», для которой характерна высокая политическая активность среднего класса и социальных низов, приведшая к масштабным социальным и политическим реформам. В частности, были приняты четыре новые конституционные поправки — от 16-й до 19-й. Одной из целей движения прогрессистов была борьба с коррупцией политической верхушки США. Часть прогрессистов выступала также за закрытие питейных заведений и принятие сухого закона. К прогрессистам примыкали сторонники предоставления избирательных прав женщинам, а также улучшения здравоохранения и модернизации в ряде других сфер общественной жизни. Поначалу движение прогрессистов действовало лишь на местном и региональном уровнях и лишь через некоторое время захватило всю нацию. Многие идеи прогрессисты заимствовали из Западной Европы, в частности создание в 1914 году Федеральной резервной системы. Идеи прогрессистов разделяли многие политические лидеры США, включая республиканцев Теодора Рузвельта, Роберта Лафолета, Чарльза Хьюза, Герберта Гувера и демократов Уильяма Брайана, Вудро Вильсона и др.

### США в Первой мировой войне (1914—1918)

#### Период нейтралитета (1914—1917)
В начале войны в США доминировало стремление сохранить нейтралитет. Президент Вильсон, шокированный разрушительным характером конфликта и озабоченный его возможными неблагоприятными последствиями для США в случае затягивания военных действий, пытался выступить в качестве посредника между противоборствующими сторонами. Но его миротворческие усилия не увенчались успехом, главным образом из-за того, что обе стороны не теряли надежду победить в решающем сражении. Тем временем США всё глубже увязали в споре о правах нейтральных стран на море. Великобритания контролировала обстановку на Мировом океане, позволяя нейтральным странам осуществлять торговлю и одновременно блокируя германские порты. Германия пыталась прорвать блокаду, применяя новое оружие — подводные лодки.
В 1915 немецкая подводная лодка потопила британское пассажирское судно «Лузитания», при этом погибли более 100 американских граждан. Вильсон немедленно заявил Германии, что неспровоцированные нападения подводных лодок на суда нейтральных стран являются нарушением общепринятых норм международного права и должны быть прекращены. Германия в начале 1917 года согласилась прекратить неограниченную подводную войну, но лишь после угрозы Вильсона применить самые решительные меры. Тем не менее, в феврале и марте 1917 года были потоплены ещё несколько американских судов, а телеграмма Циммермана мексиканскому правительству с предложением союза против США вынудила Вильсона запросить согласие Конгресса на вступление страны в войну. В результате 6 апреля 1917 года Конгресс объявил войну Германии.

#### Участие США в Первой мировой войне, 1917—1918
США незамедлительно расширили масштабы экономической и военно-морской помощи союзникам и начали подготовку экспедиционного корпуса для вступления в боевые действия на Западном фронте. Согласно принятому 18 мая 1917 года закону об ограниченной воинской повинности, в армию призывался 1 млн мужчин в возрасте от 21 до 31 года.
С начала марта 1918 союзники сдерживали мощное наступление немцев. К лету при поддержке американского подкрепления удалось развернуть контрнаступление. Армия США успешно действовала против вклинившейся Сен-Мийельской группировки противника и приняла участие в общем наступлении союзных войск.
Для эффективной организации тыла Вильсон пошёл на беспрецедентные меры государственного контроля над экономикой. Закон о федеральном контроле, принятый 21 марта 1918, перевёл все железные дороги страны под начало Уильяма Макаду, а специально созданное военное управление железных дорог должно было покончить с конкуренцией и обеспечить строгую координацию их деятельности. Военно-промышленное управление было наделено расширенными полномочиями контроля над предприятиями с целью стимулирования производства и предотвращения излишнего дублирования. Руководствуясь законом о контроле над продуктами питания и топливом (август 1917), Герберт Гувер, глава федерального ведомства по контролю за продуктами питания, зафиксировал цены на пшеницу на высоком уровне и с целью увеличения поставок продовольствия в армию ввёл т. н. «безмясные» и «беспшеничные» дни. Гарри Гарфилд, руководитель ведомства по контролю за топливом, тоже предпринял жёсткие меры в отношении производства и распределения топливных ресурсов. Кроме решения военных задач, эти меры принесли немалые выгоды малоимущим социальным слоям, в частности фермерам и промышленным рабочим.
Помимо крупных затрат на развитие собственной военной машины, США предоставили столь большие кредиты союзникам, что в период между декабрём 1916 и июнем 1919 года общий долг последних (вместе с процентами) вырос до 24 262 млн долларов. Серьёзным изъяном внутренней политики Вильсона стала его неспособность надёжно защитить гражданские свободы: военная истерия внутри страны вылилась в преследования американцев немецкого происхождения, членов антивоенных групп и других инакомыслящих.
В январе 1918 года Вильсон представил в Конгресс свои «14 пунктов» — общую декларацию целей США в войне. В декларации была изложена программа восстановления международной стабильности и содержался призыв к созданию Лиги Наций. Эта программа во многом расходилась с военными целями, ранее одобренными странами Антанты и включёнными в ряд секретных договоров.
В октябре 1918 года центральноевропейские страны обратились с предложением о мире непосредственно к Вильсону, через головы европейских противников. После того как Германия согласилась заключить мир на условиях программы Вильсона, президент направил в Европу полковника Э. М. Хауза, чтобы заручиться согласием союзников. Хаус с успехом выполнил свою миссию и 11 ноября 1918 года Германия подписала соглашение о перемирии. Несмотря на предварительную договорённость о его условиях, расхождения в позициях Европы и Америки указывали на то, что в ходе послевоенных переговоров возникнут серьёзные противоречия. Ещё одной проблемой стала фактическая дезинтеграция старой Европы, что не обещало быстрого и лёгкого восстановления экономической жизни.

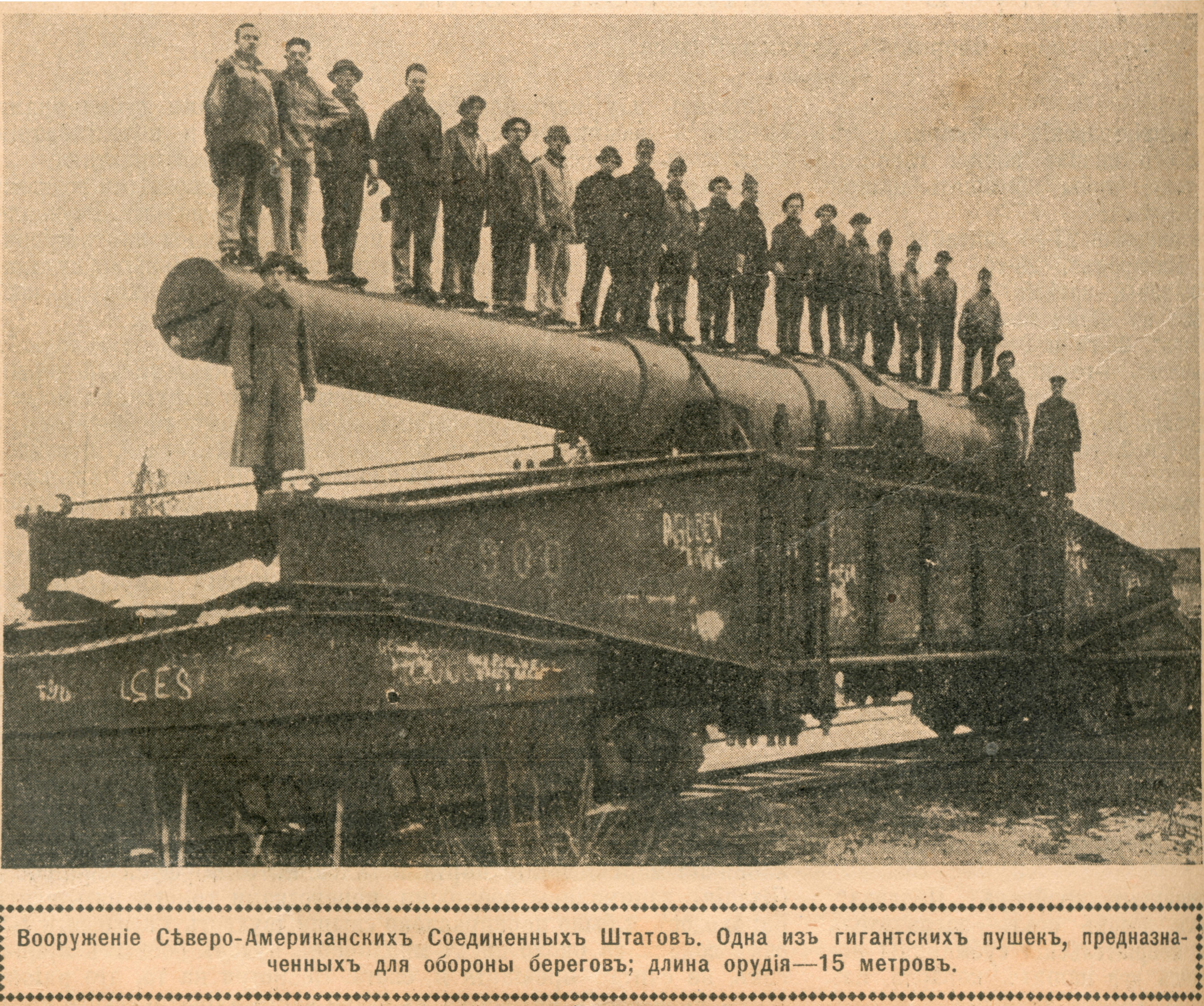
Орудие береговой обороны САСШ, 1916 год

#### На пути к миру, 1919—1920
В ходе мирных переговоров Вильсон подчинил все другие задачи созданию Лиги Наций. Для достижения этой цели он пошёл на ряд компромиссов, в частности по контрибуциям и территориальным вопросам, надеясь впоследствии скорректировать их в рамках будущей Лиги. За столом переговоров с другими участниками «большой четвёрки» — Ллойд Джорджем, представлявшим Великобританию, Клемансо, представлявшим Францию, и Орландо, представлявшим Италию, — Вильсон проявил себя весьма искусным дипломатом. Договор 28 июня 1919 года стал кульминацией его политической карьеры.
Однако в самих США после победы республиканцев на выборах 1918 года внутренние политические трения усилились. Сенатор Лодж возглавил движение против Лиги Наций, ему и его сторонникам удалось надолго заблокировать рассмотрение договора в сенате и сорвать его ратификацию. Сенаторы-оппозиционеры получили поддержку, во-первых, республиканцев, опасавшихся неблагоприятных политических последствий дипломатического триумфа Вильсона, во-вторых, представителей тех этнических групп, чьи страны пострадали от версальских договорённостей, и, наконец, тех прогрессистов-радикалов, которые полагали, что международные обязательства США затормозят дальнейшее развитие американской демократии.
Лагерь американских сторонников Лиги наций был неожиданно ослаблен, когда Вильсон, предпринявший изматывающее пропагандистское турне по стране в поддержку мирного договора, в самый разгар дебатов тяжело заболел. «Красная паника», порождённая страхом перед коммунистами, усилила разочарование, охватившее страну после войны. Было ясно, что сенат не пропустит договор без внесения в него изменений, но Вильсон отказался пойти на компромиссы, и сенат дважды его отклонил (в ноябре 1919 и в марте 1920). Поэтому формально США оставались в состоянии войны вплоть до 2 июля 1921 года, когда Конгресс (уже при администрации Гардинга) принял наконец совместную резолюцию обеих палат, официально объявившую о завершении военных действий. Лига Наций начала свою работу без участия США.

## США между мировыми войнами (1918—1941)

### «Просперити» (1922—1929)
Эпохой «просперити» (англ. prosperity «процветание») называют период хозяйственного подъёма в США в 1920-х годах. В литературе под эпохой «просперити» чаще всего подразумевают нездоровое, сомнительное процветание. Послевоенная Америка выходила в лидеры по темпам экономического роста, благодаря чему ещё более упрочила свои лидирующие позиции в мире. К концу 1920-х годов Америка производила почти столько же промышленной продукции, сколько весь остальной мир. Заработная плата среднестатистического рабочего увеличилась на 25 %. Уровень безработицы не превышал 5 %, а в некоторые периоды даже 3 %. Расцветал потребительский кредит. Цены поддерживались на стабильном уровне. Темпы экономического развития США оставались самыми высокими в мире.
После окончания второго президентского срока Вудро Вильсона, к власти на 12 лет пришли республиканцы: Уоррен Гардинг (1921—1923), затем после его смерти Калвин Кулидж (1923—1929) и Герберт Гувер (1929—1933). Население США устало от прогрессистских реформ, и поэтому переход к консерватизму был как никогда кстати. Республиканцы в этот период видели своей главной целью:
1. стабильность,
2. обеспечение надёжных экономических показателей,
3. помощь фирмам с организацией их деятельности, открытие для них зарубежных рынков.

Однако начинался период экономического бума очень неприятно: уменьшились правительственные заказы и заграничный спрос на американские товары. Вернувшиеся с фронтов солдаты не могли найти работу. Число безработных с 0,5 млн увеличилось до 5 млн. В 1920 году вступила в силу 18 поправка к Конституции — «Сухой закон». Началась контрабанда спиртного и производство самогона в домашних условиях. В связи с этим в 1920-21 годах наблюдался спад в экономике и лишь 1923 год начался с процесса оздоровления.
Причины подъёма американской экономики усматривают в выходе США на лидирующие позиции в международной политике и их превращение в финансовый центр мира. Имея в своём распоряжении немалые средства, американские монополии успешно провели обновление своих основных капиталов, построены новые заводы и фабрики. В 1924 году по инициативе США был принят план Дауэса восстановления экономики Германии: Германии выделялся заём, значительную часть которого предоставляли банки США. Стремление США способствовать экономической стабильности Европы объяснялось стремлением завоевать новые рынки сбыта американских товаров, а также стремлением предотвратить распространение коммунистической идеологии. В то же время, в 1921 году США оказали Советской России, где свирепствовал голод, благотворительную помощь. К 1929 году общий объём американского экспорта составлял в денежном выражении 85 млн долларов.
Президент Гардинг сформировал кабинет министров из видных финансистов, миллионеров и людей, сведущих в экономике. В 1921—1932 годах пост министра финансов США занимал мультимиллионер Э. Меллон. По его инициативе ставка налога на доходы, превышающие 1 млн долларов, была снижена сначала до 66—50 %, а в 1926 и вовсе до 20 %. Были отменены законы военного времени, принятые для контроля уровня цен. В отношении корпораций прекратилось использование антимонопольных законов, которые были фактически аннулированы Верховным судом посредством различных разъяснений и толкований. Одновременно усилились преследования и их численность к 1930 году сократилась в 1,5 раза. В 1925 году Калвин Кулидж заявил: «Дело Америки — это бизнес», что во внутренней политике означало следование принципам Laissez-faire, открывавшим свободу действий для бизнесменов и гарантировавшим их от вмешательства государства в деятельность частного сектора экономики.
Были возвращены высокие протекционистские таможенные тарифы конца XIX века, которые объявили одной из основ процветания. Государственный долг уменьшился, понизились налоги.
В годы процветания увеличение доходов на душу населения и эффективности производства привело к 40 % росту ВНП. В стране установился высочайший уровень жизни в мире, при низком уровне безработицы, низкой инфляции и низких процентных ставках по кредитам. Промышленное производство в целом увеличилось к 1929 году на 72 %. Особенно успешно развивалось производство потребительских товаров. Импульсом к его развитию послужило широкое распространение электрической энергии. Электрифицированные жилища американцев стали оснащаться бытовой техникой: радиоприёмниками, холодильниками и так далее. К концу 1920-х большинство промышленных предприятий перешло на электроэнергию.
В период президентства Кулиджа были установлены предельно низкие закупочные цены на сельскохозяйственное сырьё, подлежащее использованию в промышленности. Концентрация капитала происходила в основном в электроэнергетике, автомобилестроении, радио- и развивающейся кинопромышленности. Национальное богатство США к 1928 году достигло 450 млрд долл.
Крупный бизнес стал ещё крупнее. На первый план вышли такие корпорации как «General Motors», «Chrysler», «General Electric», «US Rubber» и другие. Увеличивая выпуск товаров и захватывая рынки сбыта, подобные компании получали всё больше прибыли, которая шла на дальнейшее развитие и расширение производственных мощностей. В результате производилось ещё больше товаров, которые охотно скупались потребителями. В 1920-х годах Соединённые Штаты стали крупнейшим мировым кредитором и увеличили долю предоставляемых кредитов на 58 %.
Символом Америки 1920-х годов можно считать Генри Форда и его Форд модели Т, первый массовый автомобиль во всемирной истории. Это транспортное средство было доступно многим, так как цена его составляла менее 300 долларов, а среднегодовой заработок промышленного рабочего равнялся 1300 долларам. В результате автомобиль перестал быть роскошью и превратился в средство передвижения. В 1920-х годах парк автомобилей вырос на 250 %, а к 1929 превысил 25 миллионов машин, при том что население США в то время составляло 125 млн человек.
Развитие автомобилестроения способствовало:
- развитию инфраструктуры (строительство и развитие дорог, отелей, бензоколонок, пунктов быстрого питания). Законодательные акты 1916, 1921 и 1925 годов предусматривали создание общенациональной сети пронумерованных шоссе. К 1929 году было построено 250 000 миль современных автомагистралей — в 1,5 раза больше, чем существовало на 20 лет ранее;
- росту американского экспорта, так как автомобиль стал главным экспортным продуктом;
- развитию химической, сталелитейной промышленности (производство в год увеличивалось на 20 %), топливно-энергетического комплекса (добыча нефти возросла в 1,5 раза), производства стекла, резины и так далее;
- появлению новых рабочих мест: каждый 12-й рабочий был занят в автомобилестроении;
- развитию конвейерного производства (это позволило капиталистам уменьшить количество рабочих, оставив только самых выносливых и трудоспособных, которые получали более высокую зарплату).

Вообще 1920-е годы — это время формирования общества потребления. Рядовой американец подвергался массированному воздействию со стороны производителей товаров: его постоянно осаждали призывами покупать и покупать ещё больше. В связи с этим начала развиваться современная реклама. Производители делали всё, чтобы заставить покупателя не откладывать деньги в долгий ящик, а немедленно их потратить. Тем, у кого не было при себе необходимой суммы, предлагалась покупка в рассрочку. Появилось понятие — жизнь в кредит, когда подобным образом приобреталась большая часть машин, холодильников, радиоприёмников. Однако проблема неравномерности распределения доходов не была учтена: две трети американских семей были не в состоянии приобрести даже предметы первой необходимости.
Часть прибылей монополий превращались в ценные бумаги (акции), которые поглощали нераспределённые доходы. Акции ценились потому, что их покупали, и на них можно было заработать. В стране рекламировались лёгкие пути к богатству через акции. И к 1929 году на бирже играло не менее 1 млн американцев, которые, вложив все свои ограниченные средства в покупку акций, ждали успеха. Председатель финансового комитета «Дженерал Моторс» Дж. Рэскоб утверждал в те годы, что если экономить по 15 долларов в неделю и на эти деньги покупать акции, то через 20 лет удастся накопить капитал в 80 тысяч долларов. Обладатели ценных бумаг влезали в огромные долги и активно пользовались кредитами.
Итоги
Впервые в американской истории жителей в городах стало больше, чем в сельской местности, что в результате привело к появлению городских агломераций (так называемая «убыль сельского населения» в десятилетии просперити составила 6,3 млн человек).
К концу 1929 года США выпускали 5,4 млн автомобилей ежегодно. На долю США приходилось 48 % промышленного производства всего капиталистического мира — на 10 % больше, чем Великобритании, Франции, Германии, Италии и Японии вместе взятых. Львиная доля производства пришлась на крупные корпорации, которые можно назвать творцами процветания. Объём производства увеличился в 4,5 раза, а общая рыночная стоимость утроилась.
Развитие экономики США не носило постоянного характера: в 1924 и 1927 годах были незначительные, кратковременные спады. Но каждый раз после американская экономика продолжала развиваться с новой силой.
Однако в 1929 году в конце октября началась Великая депрессия и через 4 года США лежали в экономических руинах. Жизнь в кредит не привела к бесконечному и беспрепятственному росту. В банковской сфере в 1920-х годах 5 тысяч банков было закрыто. Уровень промышленного производства упал на треть, безработица выросла на 20 %. Спад в сельском хозяйстве наметился ещё в 1921 году. Проблемы были и на международной арене: настойчиво добиваясь от европейских держав погашения долга (в общей сложности страны Антанты задолжали около 20 млрд долларов), американцы способствовали повышению таможенных пошлин на европейские товары.
В то же время, в период Процветания такие отрасли как угольная, лёгкая (обувная, пищевая и текстильная) промышленности, судостроение не развивались должным образом. Добыча угля сократилась на 30 %. Экономический бум привёл к кризису перепроизводства: к 1929 году рынок был переполнен различными товарами, но эти товары уже не находили спроса.

### Великая депрессия и «Новый Курс»

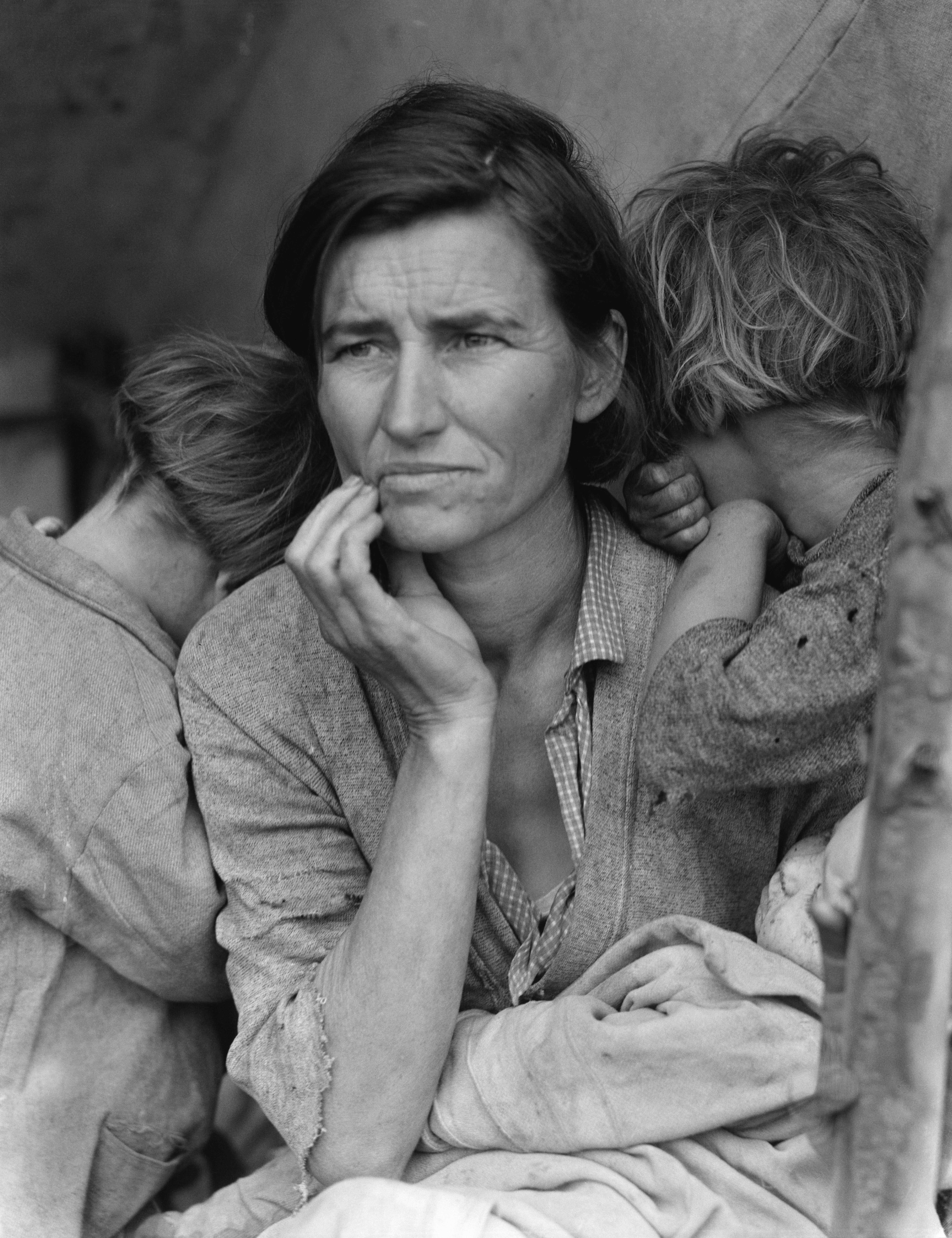
Мигранты, мать 32 года вместе с семью детьми на сборе урожая гороха в Калифорнии. Фото Д.Ланж, Калифорния, 1936 год

Великая депрессия в США началась с биржевого краха в конце 1929 года и продолжалась до вступления во Вторую мировую войну. Раскручивавшаяся дефляция делала производство товаров невыгодным. В результате производство сокращалось, а одновременно резко увеличивалась безработица, с 3 % в 1929 году она поднялась до 25 % в 1933 году. В сельских районах Великих Равнин случилась засуха, которая, в сочетании с недостатками в сельскохозяйственной практике, приведшим к обширной эрозии почвы, вызвала экологическую катастрофу. Города на протяжении нескольких лет засыпали пылевые бури. Население, лишаясь жилья и средств к существованию в Пыльном котле, мигрировало далее на запад, преимущественно в Калифорнию, берясь за любую низкооплачиваемую работу и сбивая там уровень заработной платы, и без того невысокий из-за экономического кризиса. Местные власти искали выход из положения в депортации нелегальных иммигрантов из Мексики. На американском Юге и без того хрупкая экономика переживала коллапс. Сельские жители массами мигрировали на Север в поисках работы в индустриальных центрах, в частности, Детройте. В районе Великих озёр фермеры, страдая от понижения цен на свою продукцию, заваливали суды делами о частных банкротствах.
Из США кризис распространился на весь остальной капиталистический мир. Промышленное производство сократилось в США на 46 %, в Великобритании на 24 %, в Германии на 41 %, во Франции на 32 %. Курсы акций промышленных компаний упали в США на 87 %, в Великобритании на 48 %, в Германии на 64 %, во Франции на 60 %. Колоссальных размеров достигла безработица. По официальным данным, в 1933 году в 32 капиталистических странах насчитывалось 30 млн безработных, в том числе в США 14 млн. Эти обстоятельства требовали государственного вмешательства в экономику, использования методов государственного воздействия на стихийные процессы в капиталистическом хозяйстве с целью избежать потрясений, что ускорило перерастание монополистического капитализма в государственно-монополистический капитализм.
В 1933 году к власти в США пришёл президент Франклин Рузвельт, кандидат от демократической партии, предложивший американскому народу «новый курс», как стали впоследствии называть его политику. Республиканцы, которых обвиняли если не в наступлении экономического кризиса, то в неспособности справиться с ним, на президентских выборах 1932 года потерпели сокрушительное поражение и много лет не могли впоследствии занять Белый дом. Успех «Нового курса» был таков, что Рузвельт стал единственным в истории США президентом, которого переизбирали четыре раза подряд, и он оставался у власти до самой своей смерти в 1945 году. Хотя многие меры его администрации были впоследствии признаны спорными, целый ряд нововведений этого периода, например, программа социального страхования, Федеральная корпорация по страхованию вкладов и Комиссия по ценным бумагам и биржам действуют в США до сих пор. Наиболее успешной инициативой президента Рузвельта считается помощь безработным, которых по заказу федерального правительства привлекали к работе в Гражданском корпусе охраны окружающей среды и ряде других правительственных служб. Также надо заметить, что начало этому курсу положил предыдущий президент Гувер, при нём была создана Реконструктивная финансовая корпорация (закон от 22 января 1932 года), которая оказывала содействие в финансировании торговли, промышленности и сельского хозяйства, предоставляла ссуды банкам и страховым обществам. За год корпорация выдала ссуд на сумму в 2 млрд долларов. Это не остановило кризис, но отсрочило его. Были и другие действия для прекращения кризиса, но они повлияли лишь частично и не принесли ожидаемого результата. На антикризисные меры много расходовали бюджет, но не достаточно. В целом же, нельзя не отметить вклад Гувера в борьбу с кризисом.
Хотя меры, принятые администрацией Рузвельта, позволили предотвратить дальнейшее сворачивание производства или, по меньшей мере, облегчили последствия экономического кризиса для широких масс населения, в конечном счёте Великая депрессия закончилась в Америке лишь с началом Второй мировой войны. Администрация начала финансирование военных заказов, в то время как производство продукции гражданского назначения резко сократилось, а её потребление стало квотированным. Это позволило экономике справиться с трудностями. С 1939 по 1944 год производство выросло почти в два раза. Безработица упала с 14 % в 1940 году до менее 2 % в 1943 году, хотя трудовые ресурсы выросли на 10 миллионов человек.

## Вторая мировая война (1939—1945)

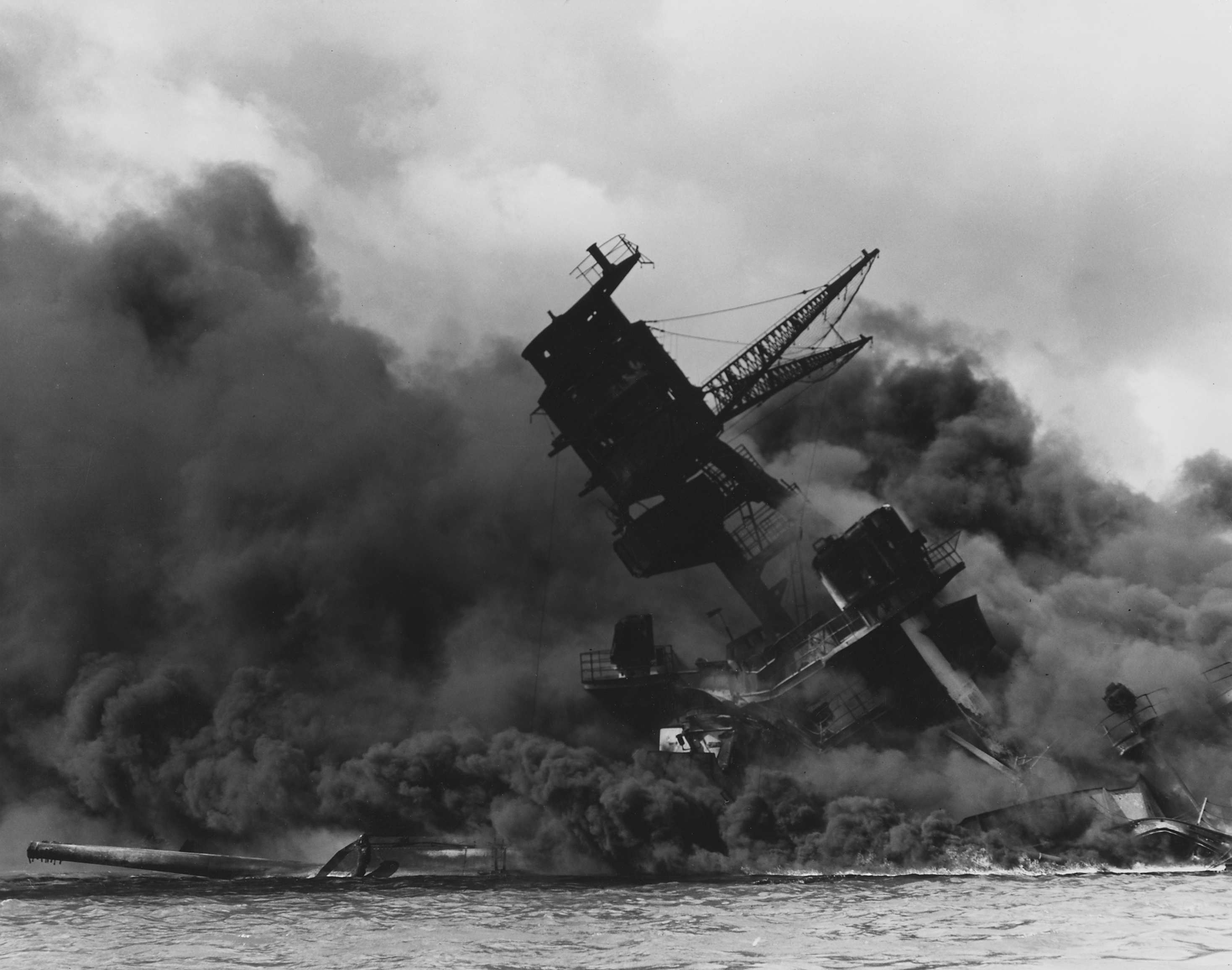
Линкор «Аризона» горит после нападения японцев на Перл-Харбор.

Как и во время Первой мировой войны, Соединённые Штаты долго не вступали во Вторую мировую войну. Однако уже в сентябре 1940 года США по программе ленд-лиза оказывали помощь вооружением Великобритании, после оккупации Франции сражавшейся в одиночку с нацистской Германией. США также поддерживали Китай, который вёл войну с Японией и объявили эмбарго на поставки нефти в Японию. После нападения Германии на СССР в июне 1941 года программа ленд-лиза была распространена и на СССР.
7 декабря 1941 года Япония неожиданно напала на американскую военно-морскую базу в Перл-Харборе, оправдывая свои действия ссылками на американское эмбарго. На следующий же день США объявили войну Японии. В ответ на это Германия объявила войну США.
На тихоокеанском театре военных действий ситуация для США сначала складывалась неблагоприятно. 10 декабря 1941 года японцы начали вторжение на Филиппины, и к апрелю 1942 полностью их оккупировали. Большая часть находившихся там американских и филиппинских войск попала в плен. Но Битва при атолле Мидуэй 4 июня 1942 года стала переломным моментом в войне на Тихом океане.
8 ноября 1942 года американские войска под командованием генерала Дуайта Эйзенхауэра в составе трёх корпусов (западный, центральный и восточный) при поддержке одной английской дивизии высадились на Атлантическом побережье Марокко и на Средиземноморском побережье в Алжире, на территориях подконтрольных марионеточному правительству Виши. К маю 1943 года немецкие и итальянские войска в Северной Африке были разбиты.
10 июля 1943 года американская 7-я армия и 8-я английская армия успешно высадились на южном побережье Сицилии. Итальянцы уже давно понимали, что война, в которую втянул их дуче, не отвечает интересам Италии. Король Виктор Эммануил III принял решение арестовать Муссолини. Когда 25 июля 1943 года Муссолини был арестован, новое правительство Италии во главе с маршалом Бадольо начало тайные переговоры с американским командованием на предмет заключения перемирия. 8 сентября Бадольо официально объявил о безоговорочной капитуляции Италии, а 9 сентября 1943 года американская 5-я армия высадилась в районе Салерно.
Согласно решению Тегеранской конференции, где встретились Рузвельт, Черчилль и Сталин, второй фронт войны с Германией был открыт 6 июня 1944 года, когда войска США, Великобритании и Канады высадились в Нормандии. Операция закончилась 31 августа освобождением всей северо-западной части Франции. Париж был освобождён 25 августа при поддержке со стороны французских партизан. 15 августа американско-французские войска высадились на Юге Франции, где освободили города Тулон и Марсель. После ряда военных неудач осенью-зимой 1944 — в конце марта 1945 года 6-я, 12-я и 21-я группы армий союзников форсировали Рейн, и в апреле окружили и разгромили Рурскую группировку немецких войск. 25 апреля 1-я американская армия встретилась с советскими войсками на реке Эльба. 8 мая нацистская Германия капитулировала.
На тихоокеанском театре военных действий в октябре 1944 года произошло крупнейшее в истории морское сражение в заливе Лейте. Японский флот понёс катастрофические потери, после чего американские ВМС получили абсолютное господство на море. Японская авиация также понесла катастрофические потери от превосходящих её ВВС США. 20 октября американцы под командованием генерала Дугласа Макартура начали высадку на острове Лейте (южные Филиппины) и очистили его от японских войск к 31 декабря. 9 января 1945 года американцы высадились на главном острове филиппинского архипелага Лусон. В течение января-февраля большая часть японских войск на Лусоне была разгромлена, а 3 марта — освобождена Манила. К маю большая часть Филиппин была освобождена, лишь остатки японских войск в горах и джунглях продолжали сопротивляться до августа.
19 февраля 1945 года морская пехота США высадилась на острове Иводзима, где японцы оказали сильное сопротивление. Тем не менее, к 26 марта остров был захвачен. 1 апреля американские войска высадились на острове Окинава при поддержке ВМФ США и ВМФ Великобритании и захватили его к 22 июня.
В 1942 в США начал реализовываться Манхэттенский проект, в результате которого к лету 1945 была создана атомная бомба.
В июле 1945 года союзники предъявили Японии ультиматум, но она отказалась капитулировать. 6 августа 1945 года американский бомбардировщик B-29 Superfortress сбросил атомную бомбу на Хиросиму, а 9 августа на Нагасаки, что привело к огромным разрушениям (см. Атомные бомбардировки Хиросимы и Нагасаки). Это единственный в истории человечества пример боевого использования ядерного оружия. 15 августа император Хирохито объявил о безоговорочной капитуляции Японии. Акт о капитуляции Японии был подписан 2 сентября 1945 года на борту линкора ВМС США «Миссури».

## США в период холодной войны (1945—1991)

### Начало холодной войны и Движение за гражданские права (1945—1964)

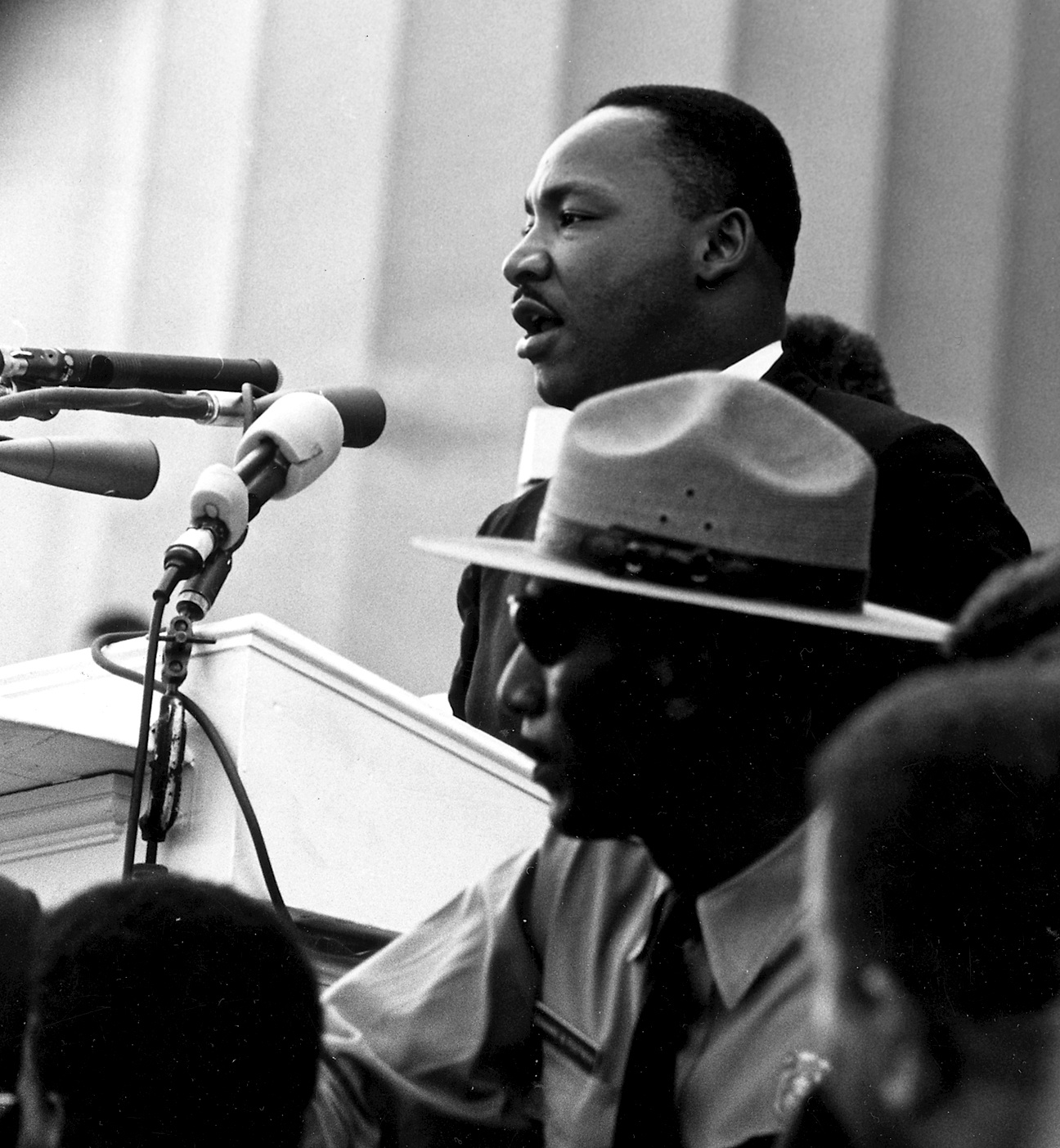
Мартин Лютер Кинг произносит речь на марше за гражданские права

В истории США 1945—1964 годы были периодом экономического роста и процветания. В политическом отношении это был период триумфа Движения за гражданские права чернокожих, которое покончило с законами о расовой сегрегации в южных штатах.
4 декабря 1945 года Конгресс США одобрил вступление в Организацию Объединённых Наций, тем самым отойдя от традиционной политики изоляционизма в сторону большей вовлечённости в международные отношения. После Второй мировой войны США стали наряду с СССР одной из двух мировых сверхдержав и началась «холодная война», в которой оба государства пытались увеличить своё влияние в мире и начали гонку вооружений. Результатом стала серия конфликтов, включая Корейскую войну и Карибский кризис. Одним из последствий холодной войны была также «космическая гонка» между США и СССР.
Первая половина 1950-х годов была отмечена эпохой маккартизма, выражавшемся в резком антикоммунизме и гонениями на политических оппонентов, которых называли «антиамерикански настроенными». Эти годы сопровождались также усилением пропаганды расизма и шовинизма. Однако ко второй половине 1950-х годов постепенно набирает силу борьба против расовой сегрегации, и в 1963 году Джон Кеннеди под давлением многочисленных протестов вносит в конгресс законопроект о гражданских правах, запрещающий сегрегацию во всех общественных местах.
Белый дом в этот период занимали преимущественно демократы Гарри Трумэн (1945—1953), Джон Кеннеди (1961—1963) и Линдон Джонсон (1963—1969), но большую часть 1950-х годов президентом оставался республиканец Дуайт Эйзенхауэр (1953—1961). В 1960 году президентом США был избран харизматичный лидер Джон Кеннеди. Он был застрелен в Далласе (Техас) 22 ноября 1963 года, его убийство стало шоком для граждан США.

### Контркультурная революция и разрядка (1964—1980)
Пришедший в 1963 году к власти президент Линдон Джонсон провозгласил политику «Великого общества», под которым понимались меры по уменьшению социального неравенства. На протяжении 1960-х годов было начато осуществление целого ряда социальных программ. Расовая дискриминация была запрещена законом.
В этот период Соединённые Штаты ввязались во Вьетнамскую войну, непопулярность которой способствовала появлению антивоенных общественных движений, в частности, среди женщин, меньшинств и молодёжи. Феминизм и движение за защиту окружающей среды начали играть заметную роль во внутренней политике. Кроме того, США, как и большую часть западного мира, в 1960-х годах захватила «контркультурная революция».
1968 год стал одним из переломных моментов в истории США. 4 апреля в Мемфисе был убит лидер движения за права чернокожих граждан Мартин Лютер Кинг, а 5 июня в Лос-Анджелесе был застрелен сенатор и кандидат в президенты США Роберт Кеннеди.
В 1969 году преемником Линдона Джонсона на посту президента США стал Ричард Никсон. К этому времени послевоенный период экономического процветания закончился, и в США наступил глубокий экономический кризис 1970-х годов, объяснявшийся обострением международной экономической конкуренции, за которым последовало резкое повышение цен на нефть и другие товары. Хотя на выборах Никсон обещал закончить войну во Вьетнаме, она продолжалась ещё несколько лет, несмотря на протесты американских граждан (примером антивоенных демонстраций является статья Расстрел в Кентском университете). Лишь в 1973 году американские войска всё же были выведены из Южного Вьетнама после заключения Парижского соглашения. Американцы потеряли за время войны 58 тыс. человек. Никсон использовал выгодный для США конфликт между Советским Союзом и КНР, пойдя на сближение с КНР. В холодной войне наступила оттепель, известная как разрядка. В августе 1974 года Никсон был вынужден с позором уйти в отставку из-за Уотергейтского политического скандала. При его преемнике Джеральде Форде проамериканский южновьетнамский режим пал.
В 1976 году президентом США был избран Джимми Картер. В США страдали от энергетического кризиса, экономический рост замедлился, безработица и процентные ставки по кредитам оставались высокими. На мировой арене Картер был известен как посредник при заключении Кемп-Девидских соглашений между Израилем и Египтом. В 1979 году иранские студенты захватили американское посольство в Тегеране и взяли в заложники 52 американских дипломата. Картер не справился с урегулированием этого конфликта и проиграл выборы 1980 года республиканцу Рональду Рейгану, обещавшему «принести утро в Америку».

### «Рейганомика» и конец холодной войны (1981—1991)
Придя к власти, Рейган начал осуществлять так называемую политику «рейганомики», состоявшую в стимулировании производства путём снижения налогообложения при одновременном урезании социальных программ. В 1982 году США пережили ещё одну кратковременную рецессию, когда уровень безработицы и количество банкротств были близки к уровню Великой депрессии. Но со следующего года ситуация резко изменилась: инфляция упала с 11 % до 2 %, безработица до 7,5 %, и экономический рост увеличился с 4,5 % до 7,2 %. По меньшей мере отчасти это объясняется падением цен на нефть и распространением энергосберегающих технологий.
Вначале Рейган придерживался курса на жёсткое противостояние с СССР и назвал Советский Союз «империей зла». Но приход к власти в СССР в 1985 году Михаила Горбачёва и начатая им политика Перестройки изменили советско-американские отношения. Рейган четыре раза встречался с Горбачёвым и подписал Договор о ликвидации ракет средней и меньшей дальности. Их партнёрство ускорило конец Холодной войны и падение Берлинской стены.

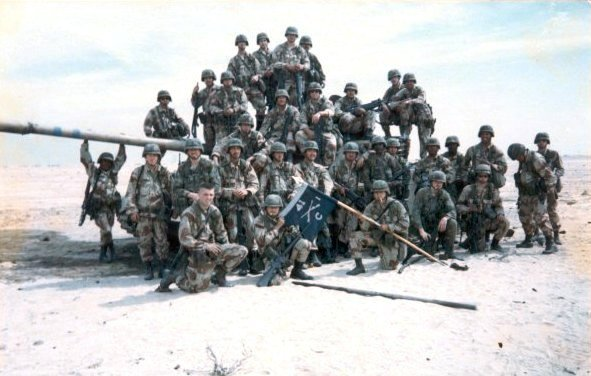
Солдаты 1-го батальона 41-го пехотного полка 2-й бронетанковой дивизии США на захваченном иракском танке, 28 февраля 1991 года

На президентских выборах 1988 года президентом США был избран бывший при Рейгане вице-президентом Джордж Буш-старший. Под его руководствам войска США в 1989 году вторглись в Панаму и в 1991 году в результате многонациональной военной операции с санкции Совета Безопасности ООН завершили иракскую оккупацию Кувейта.

## США между холодной войной и экономическим кризисом (1991—2008)

### Президентство Билла Клинтона
На президентских выборах 1992 года республиканец Джордж Буш-старший не был переизбран на второй срок, его победил демократ Билл Клинтон.
Клинтон руководил страной в течение самого длительного периода экономического роста мирного времени в американской истории. Он подписал Североамериканское соглашение о свободной торговле и Закон о борьбе с насильственными преступлениями и обеспечении правопорядка[en], но не смог провести свой план национальной реформы здравоохранения. В сфере внешней политики США Клинтон начал военную интервенцию в Боснии, в конечном итоге подписав в 1995 году Дейтонское мирное соглашение и позже, в 1999 году, вмешался в конфликт в Косово, начав бомбардировки Югославии. Он также призвал к расширению НАТО в Восточной Европе, и часть бывших членов Варшавского договора присоединились к НАТО во время его президентства (четвёртое расширение). Внешняя политика Клинтона на Ближнем Востоке привела к тому, что он участвовал в саммите в Кэмп-Дэвиде по продвижению израильско-палестинского мирного процесса и оказывал помощь мирному процессу в Северной Ирландии.
Второй президентский срок Клинтона был отмечен скандалом с Моникой Левински, который начался в 1995 году, когда у него были сексуальные отношения с тогдашней 22-летней стажеркой Белого дома. В январе 1998 года новости об этом романе попали в заголовки таблоидов. Палата представителей объявила Клинтону импичмент, он стал вторым президентом США, против которого было возбуждено дело об импичменте, после Эндрю Джонсона. В 1999 году в Сенате начался процесс по делу об импичменте Клинтону, где он был оправдан по всем пунктам обвинения.

### Президентство Джорджа Буша-младшего
На одних из самых противоречивых выборов президента в истории страны 7 ноября 2000 года после пересчёта голосов и пятинедельных юридических разбирательств республиканец Джордж Буш-младший победил кандидата от Демократической партии Альберта Гора.

#### Теракты 11 сентября 2001 года и война с терроризмом

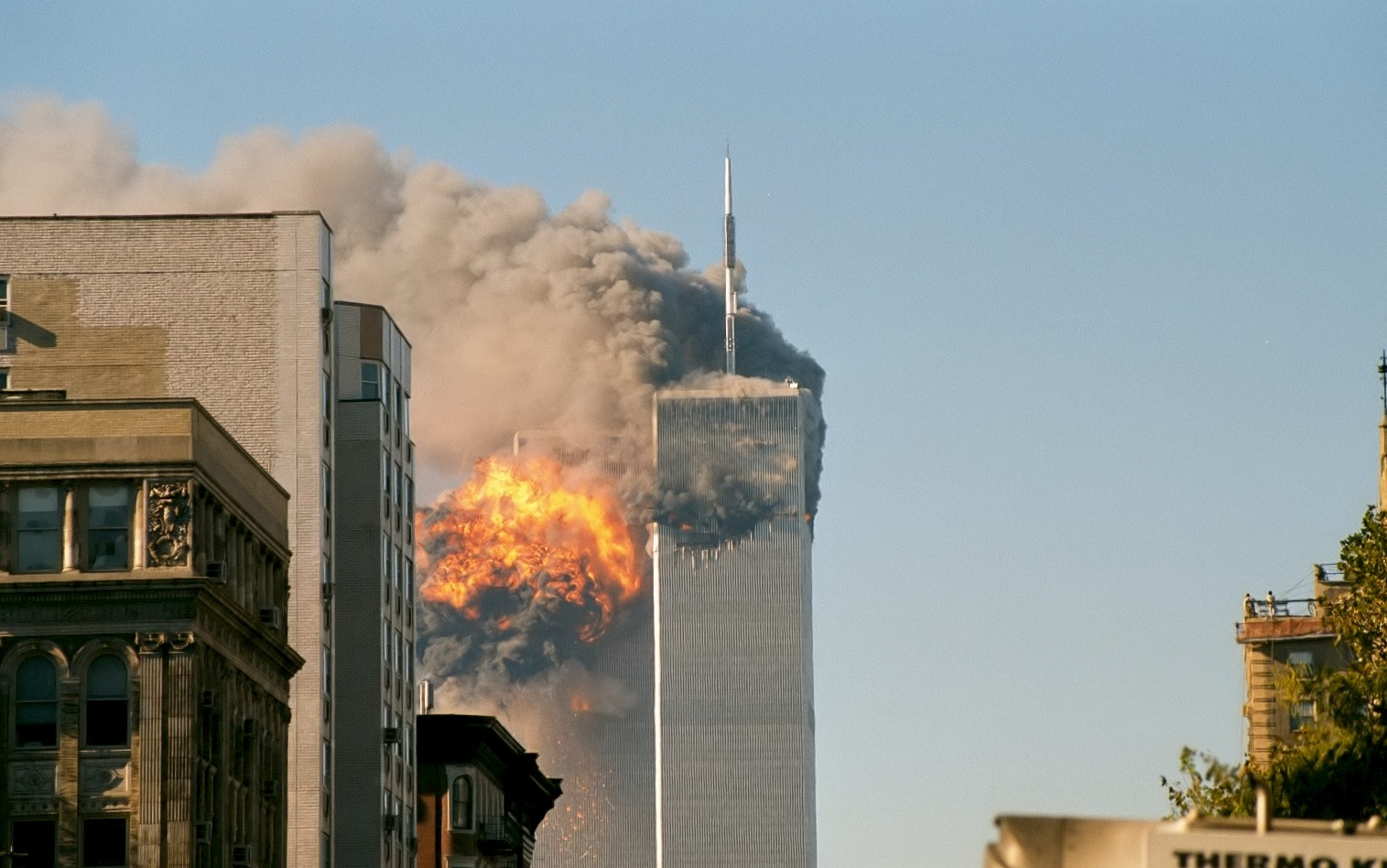
ВТЦ в огне. Момент столкновения второго угнанного самолёта с Южной башней

11 сентября 2001 года США были поражены серией террористических актов, произошедших при поддержке «Аль-Каиды». 19 террористов-смертников взяли под контроль четыре пассажирских авиалайнера, перед этим убив членов экипажей, и направили воздушные судна в сторону Вашингтона (один — в Пентагон, два — в башни-близнецы и один не долетел до цели террористов). В течение двух часов обе башни-близнецы Всемирного торгового центра полностью разрушились, нанеся огромный ущерб окружающей местности и покрыв Манхэттэн облаками токсичной пыли. Всего в результате нападений погибло 2977 человек. В ответ президент Джордж Буш 20 сентября объявил «войну с террором». 7 октября 2001 года США и НАТО вторглись в Афганистан, чтобы свергнуть режим талибов, предоставивший убежище «Аль-Каиде» и её лидеру Усаме бен Ладену.
После террористических атак федеральное правительство приняло новые внутренние меры для предотвращения будущих атак. Министерство внутренней безопасности было создано для руководства и координации федеральной контртеррористической деятельности. Некоторые из этих антитеррористических мер, в частности, обращение правительства США с заключенными в тюрьме в заливе Гуантанамо, привели к обвинениям против правительства США в нарушениях прав человека.
С 19 марта по 1 мая 2003 года США начали вторжение в Ирак, что привело к краху иракского правительства под руководством Саддама Хусейна. Причины вторжения, на которые указала администрация Буша, включали распространение демократии, ликвидацию оружия массового уничтожения и освобождение иракского народа от диктатуры их правительства. Несмотря на некоторые первоначальные успехи в начале вторжения, продолжающаяся война в Ираке вызвала международные протесты и постепенное снижение внутренней поддержки Буша, так как многие начали сомневаться, стоило ли вторжение затрат. В 2007 году Джордж Буш развернул больше войск в рамках стратегии. Хотя число погибших уменьшилось, политическая стабильность в Ираке оставалась под вопросом.

## США после начала мирового экономического кризиса (с 2008)

### Финансовый кризис и рецессия
В 2008 году непопулярность президента Буша и война в Ираке, а также финансовый кризис 2008 года привели к избранию первого чернокожего президента США Барака Обамы. После своего избрания Обама неохотно продолжал военные действия в Ираке до 31 августа 2010 года, когда он объявил о прекращении боевых действий. Тем не менее, 50 000 американских солдат и военнослужащих содержались в Ираке для оказания помощи иракским силам, для защиты выводимых сил и борьбы с терроризмом до 15 декабря 2011 года, когда война была официально прекращена и последние войска покинули страну. В то же время Обама усилил американское участие в Афганистане, начав стратегию наращивания с использованием дополнительных 30 000 военнослужащих, предлагая начать вывод войск в декабре 2014 года. Обама запретил пытки, но в целом сохранил политику Буша в отношении тюрьмы в Гуантанамо, хотя и предлагал ее закрыть.
В мае 2011 года основатель и лидер Аль-Каиды Усама бен Ладен был убит в Пакистане в ходе рейда, проведенного военно-морским спецназом США, после того как он скрывался свыше десяти лет. В то время как «Аль-Каида» находилась на грани краха в Афганистане, связанные с ней организации продолжали действовать в Йемене и других отдалённых районах. Для целевых убийств лидеров террористов использовались беспилотники. 28 декабря 2014 года президент Обама официально завершил операцию в Афганистане и пообещал вывод всех оставшихся американских войск в конце 2016 года, за исключением охраны посольства.
В сентябре 2008 года Соединённые Штаты и большая часть Европы вступили в самую длительную рецессию после Второй мировой войны, которую часто называют «Великой рецессией». Финансовый кризис поставил под угрозу стабильность всей экономики в сентябре 2008 года, когда Lehman Brothers обанкротились, а другие гигантские банки оказались в серьёзной опасности. Начиная с октября федеральное правительство предоставило финансовым учреждениям $245 млрд в рамках программы помощи проблемным активам.
Официально рецессия закончилась в июне 2009 года, и экономика постепенно начала восстанавливаться. Уровень безработицы достиг максимума в 10,1 % в октябре 2009 года после роста с 4,7 % в ноябре 2007 года и вернулся к 5,0 % в октябре 2015 года. Однако общий экономический рост в 2010-х годах оставался более слабым по сравнению с ростом в предыдущие десятилетия.
Дискуссия по вопросу прав для сообщества ЛГБТ, в особенности однополых браков, начала сдвигаться в пользу однополых пар и нашла отражение в десятках опросов, опубликованных в начале десятилетия. В 2012 году президент Обама стал первым президентом, который открыто поддержал однополые браки. В июне 2015 года Верховный суд узаконил однополые браки на национальном уровне.

### Президенство Барака Обамы (2009—2017)
В 2010 году Барак Обама, несмотря на сопротивление республиканцев, добился принятия закона о реформе здравоохранения.
В 2011 году американская армия по распоряжению Обамы участвовала в интервенции НАТО в Ливию.

### Президентство Дональда Трампа (2017—2021)
8 ноября 2016 года кандидат в президенты от Республиканской партии Дональд Трамп победил кандидата от демократов Хиллари Клинтон. Выборы 2016 года оказались противоречивы после того, как американские спецслужбы пришли к выводу, что сотрудники российского правительства вмешивались в выборы, «чтобы подорвать общественную веру в демократический процесс в США». Это, наряду с вопросами о потенциальном сговоре между кампанией Трампа и российскими официальными лицами, привело к тому, что ФБР, Сенат и правительство начали расследование этого вопроса. В сентябре 2019 года в США разгорелся политический кризис по поводу звонка президентов США Дональда Трампа и Украины Владимира Зеленского.

### Пандемия COVID-19
Всемирная пандемия вируса COVID-19, пришедшая в США, впервые была подтверждена в январе 2020 года. Ко 2 февраля администрация Трампа ограничила поездки в Китай и из Китая. 11 марта ВОЗ объявила вирус пандемией. В марте многие органы власти штатов и местные органы власти ввели приказы «оставаться дома» чтобы замедлить распространение вируса, с целью уменьшить перегруженность пациентами больниц. К 26 марта, по данным газеты «Нью-Йорк Таймс», в США было зарегистрировано самое большое число известных случаев заболевания среди всех стран. К 27 марта в стране было зарегистрировано более 100 000 случаев заболевания. 2 апреля, по указанию президента Трампа, Centers for Medicare & Medicaid Services (CMS) и CDC издали дополнительные профилактические рекомендации для учреждений долгосрочного ухода. 11 апреля количество смертей в США стало самым высоким в мире, когда число погибших достигло 20 000 человек, превысив показатель Италии. 19 апреля CMS ввела новые правила, требующие от домов престарелых информировать жителей, их семьи и представителей о случаях заболевания COVID-19 в их учреждениях. 28 апреля общее число подтвержденных случаев заболевания по всей стране превысило 1 миллион. По состоянию на май 2022 года в США официально зарегистрировано больше смертей от COVID-19, чем в любой другой стране, число погибших достигло 1 миллиона человек, причём число погибших в США превысило число погибших во время пандемии испанского гриппа, хотя от испанского гриппа погиб каждый 1 из 150 американцев, в то время как от COVID-19 погиб каждый 1 из 500 американцев. В результате пандемии COVID-19 продолжительность жизни в США в 2020 году сократилась более чем на год, а уровень безработицы вырос до наихудших показателей со времён Великой депрессии. В 2021 году продолжительность жизни в США сократилась примерно на полгода.

### Протесты против расизма
25 мая 2020 года в Миннеаполисе, штат Миннесота, погиб афроамериканец Джордж Флойд после того, как полицейский Дерек Шовин прижал его шею коленом к асфальту. Гибель Флойда вызвала массовые антирасистские протесты. В ходе протестов раздавались призывы урезать финансирование полиции под лозунгом «Defund the police». 16 июня президент Трамп подписал указ о реформе полиции, которая должна мотивировать полицейские департаменты набирать сотрудников из местных жителей патрулируемых районов, уменьшить применение полицейского насилия и поставить в приоритет использование соцработников и сотрудников психиатрических клиник вместо полицейских.

### Президентские выборы 2020 года
Бывший вице-президент и сенатор-демократ Джо Байден и сенатор Камала Харрис победили Трампа на президентских выборах 2020 года. Харрис является первой женщиной, первым чернокожим вице-президентом азиатского происхождения, а Байден стал самым пожилым президентом при вступлении в должность. Впервые выборы проходили с соблюдением санитарных мер, связанных с распространением коронавирусной инфекции, а основным путём сделать голос тому или иному кандидату стало голосование по почте.
После выборов Трамп неоднократно делал заявления о якобы массовых фальсификациях на выборах, о «краже» 2,7 млн голосов демократами.

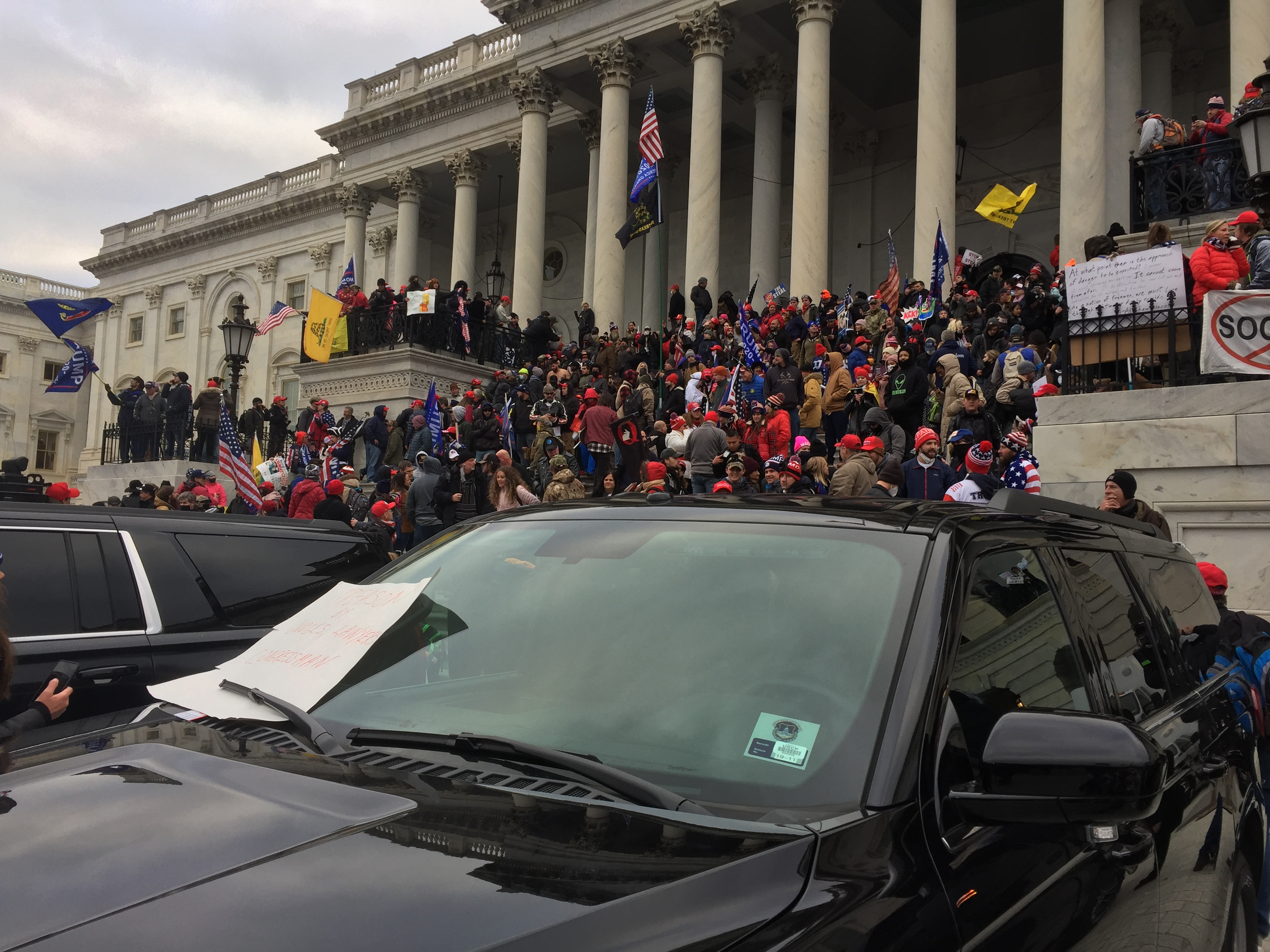
Штурм Капитолия сторонниками Трампа 6 января 2021 года

6 января 2021 года здание Конгресса было захвачено сторонниками Трампа во время подсчёта голосов коллегии выборщиков. Это привело к блокировке сначала твиттер-аккаунта Дональда Трампа, а затем и всех соцсетей лидера республиканцев. Также были приложены дополнительные усилия демократов на возобновление кампании по отстранению от должности президента Трампа.

### Президентство Джо Байдена (2021—2025)
20 января 2021 года Джо Байден вступил в должность президента США. В первые дни своего президентства он отменил некоторые указы Трампа: остановил выход из ВОЗ и Парижского соглашения по климату, строительство стены на границе с Мексикой, разрешил гражданам из ряда мусульманских и африканских стран въезд в США и отменил строительство нефтепровода Keystone XL по просьбе экологов. 2 марта ввёл санкции в отношении России по обвинению в попытке отравления Алексея Навального в августе 2020 года.
Во внешней политике Байден руководил полным выводом войск США из Афганистана (2021) и положил конец войне в Афганистане, что привело к падению афганского правительства и захвату контроля талибами. В ответ на вторжение России на Украину (2022) он ввёл санкции против России и объявил об оказании гражданской и военной помощи Украине. Во время войны между Израилем и ХАМАСом (2023) Байден осудил действия ХАМАС и других палестинских боевиков как терроризм, объявил о военной поддержке Израиля и направил ограниченную гуманитарную помощь палестинскому гражданскому населению в секторе Газа.
7 января 2025 года в агломерации Лос-Анджелеса и прилегающих районах начали распространяться лесные пожары, усугубившиеся очень низкой влажностью, продолжительной засухой, ураганными ветрами Санта-Ана, скорость которых в некоторых местах превышала 130 км/ч. Число погибших не менее 24.

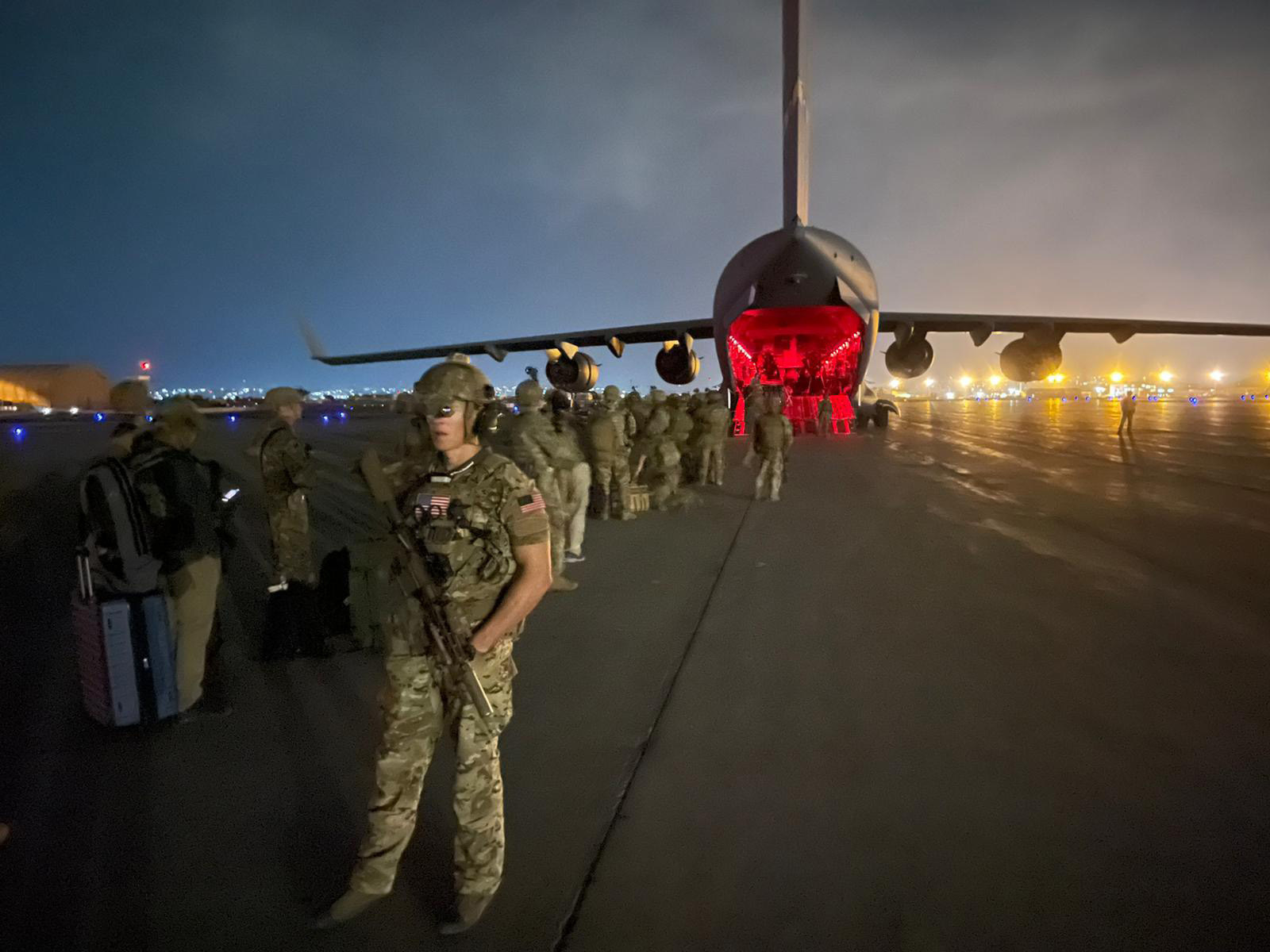
Американские солдаты в Афганистане садятся на транспортный самолёт

### Комментарии
1. ↑  Потомки пуритан-пилигримов, рассматривали Войну за независимость как выполнение пророчества, обещания, завета между Богом и первыми переселенцами[26].

### На английском языке
- Elkins, Stanley M. The age of federalism. — Oxford University Press, 1993. — 950 p. — ISBN 0195068904.
- Ferling, John. A Leap in the Dark: The Struggle to Create the American Republic. — Oxford University Press, 2003. — 576 p. — ISBN 9780195184181.
- Fiske, John. The American Revolution, Vol.I (англ.). — Boston: Houghton Mifflin Company, 1891. — 351 p.
- Grant, Madison. Conquest of a continent: or, The expansion of races in America. — New York: C. Scribner's sons, 1933. — 448 p.
- Howe, Daniel Walker[англ.]. What hath God wrought: the transformation of America, 1815-1848. — Oxford University Press, 2007. — 954 p. — ISBN 978-0-19-507894-7.
- Бенсон Лоссинг Джон[англ.]. Lossing's complete history of the United States, from the discovery of the American continent to the present time. — New York: Gay Brothers&Co, 1896. — 538 p.
- Mancall, Peter C.; Nash, Gary B. Encyclopedia of American history Vol.I. — New York: Facts on File, 2000. — 472 p. — ISBN 081604371X.
- Mancall, Peter C.; Nash, Gary B. Encyclopedia of American history Vol.III. — New York: Facts on File, 2003. — 472 p. — ISBN 081604371X.
- Mancall, Peter C.; Nash, Gary B. Encyclopedia of American history Vol.IV. — New York: Facts on File, 2003. — 472 p. — ISBN 081604371X.
- Morison, Samuel Eliot. The Oxford history of the American people. — New York: Oxford University Press, 1965. — 1220 p.
- Nevins, Allan[англ.]. A short history of the United States (англ.). — New York: A. A. Knopf, 1968. — 760 p.
- Nevins, Allan. Ordeal of the Union (1847-1852) Vol I.. — New York: Charles Scribner's Sons, 1947. — 625 p.
- Nevins, Allan. Ordeal of the Union (1852-1857) Vol II. (англ.). — New York: Charles Scribner's Sons, 1947. — 614 p.
- Ward, Christopher. The War of the Revolution (англ.). — Skyhorse Pub, 2011. — 1008 p. — ISBN 978-1616080808.